# Dawn (sonde spatiale)
Vous lisez un « bon article » labellisé en 2012.
Pour les articles homonymes, voir Dawn.
Dawn (« Aube » en anglais) est une sonde spatiale de la NASA, dont la mission consistait à étudier Vesta et Cérès, les deux principaux corps de la ceinture d'astéroïdes. Lancée en 2007, Dawn a entamé ses observations en 2011, en se plaçant en orbite autour de Vesta, puis de Cérès, et les a achevées en 2018. Dawn est la neuvième mission du programme Discovery, qui regroupe les missions scientifiques de l'agence spatiale américaine caractérisées par un coût modéré et un cycle de développement rapide.

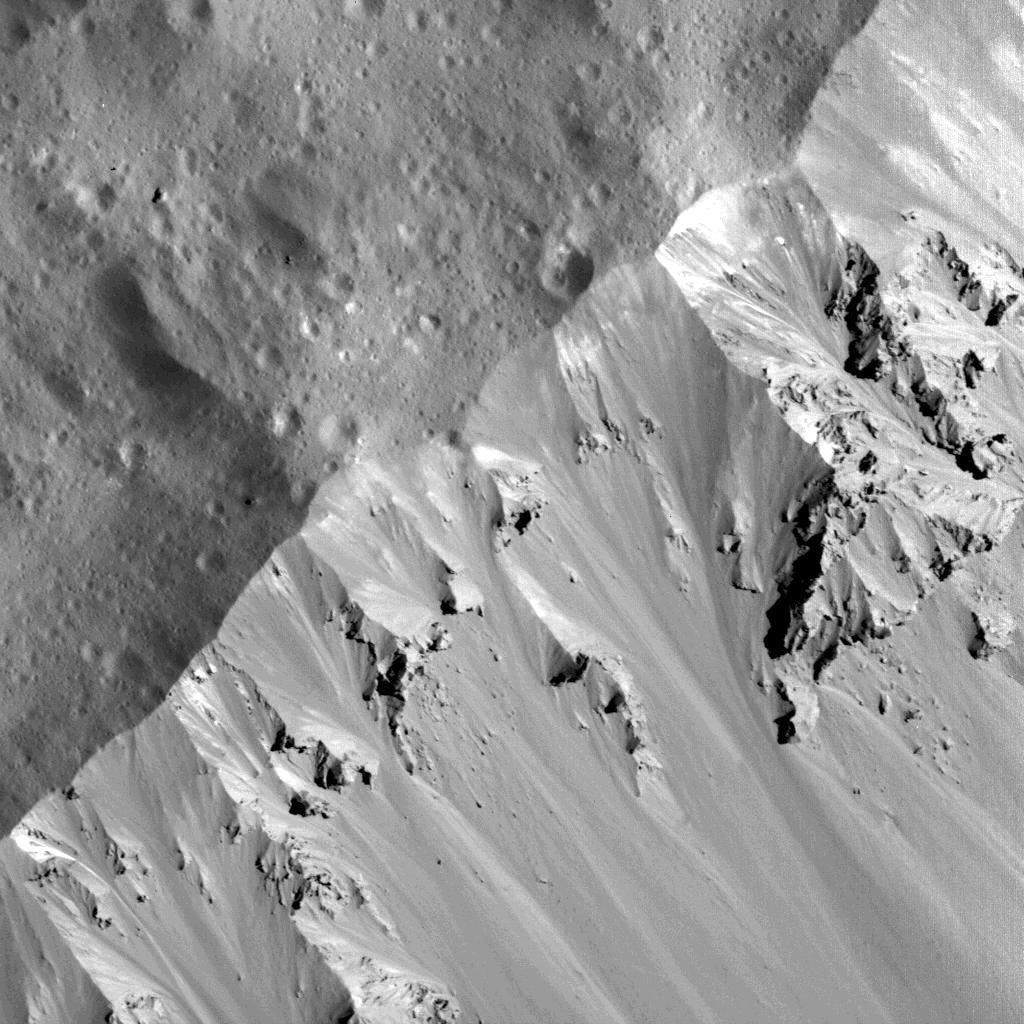
Le flanc nord du cratère Occator sur Cérès photographié par Dawn depuis une altitude de 33 kilomètres. La largeur de la surface photographiée est de 3 kilomètres (photo prise le 16 juin 2018).

Vesta et Cérès sont des protoplanètes, dont les caractéristiques n'ont pratiquement pas été modifiées depuis leur formation, il y a 4,6 milliards d'années, et qui constituent des témoins de la genèse du Système solaire. À l'aide de ses trois instruments scientifiques, la sonde spatiale a photographié et cartographié les deux corps, analysé leurs champs de gravité et effectué des mesures spectrales de l'abondance et de la distribution des roches de surface, ainsi que des éléments chimiques significatifs. Les données recueillies doivent permettre d'affiner les théories relatives au processus de formation des planètes du Système solaire.
Dawn est une sonde de taille modeste, pesant environ 1 300 kilogrammes. Bien que ne disposant que de 425 kilogrammes d'ergols, ses moteurs ioniques lui ont permis d'accélérer de plus de 10 km/s sur l'ensemble de la mission. En établissant un nouveau record dans ce domaine, la sonde a démontré le potentiel de ce type de propulsion pour les missions interplanétaires. Les moteurs ioniques fournissent une poussée très faible, mais leur rendement est dix fois supérieur à celui d'une propulsion conventionnelle. Grâce à ces caractéristiques, une sonde spatiale s'est placée en orbite successivement autour de deux corps célestes, pour la première fois depuis le début de l'ère spatiale.
Après avoir échappé de peu à une annulation du projet en 2006, Dawn a été lancée le 27 septembre 2007. Pour parvenir jusqu'à la ceinture d'astéroïdes, la sonde spatiale a décrit deux orbites autour du Soleil, en s'éloignant progressivement de celui-ci, propulsée par ses moteurs qui ont fonctionné durant 70 % du temps du transit jusqu'à son premier objectif. Dawn a eu recours, en février 2009, à l'assistance gravitationnelle de la planète Mars. Le 16 juillet 2011, la sonde s'est mise en orbite autour de Vesta et a recueilli des données, qui ont amélioré de manière significative notre connaissance de l'astéroïde. Les premières analyses ont démontré qu'il s'agissait d'un corps différencié, possédant un noyau dense de nickel et de fer, aux caractéristiques très proches de celles d'une planète
Après avoir étudié Vesta durant plus d'un an, la sonde l'a quitté le 5 septembre 2012, pour se diriger vers la planète naine Cérès, qu'elle atteint en février 2015, et autour de laquelle elle s'est satellisée le 6 mars. Durant l'année 2015, son orbite a été rabaissée à trois reprises : 4 400 kilomètres en mai, 1 470 en août, 385 en décembre. La mission s'est achevée le 31 octobre 2018, à la suite de l'épuisement des ergols permettant à la sonde spatiale de pointer ses instruments et ses antennes.

## Contexte

### La découverte de la ceinture d'astéroïdes

Vesta et Cérès se trouvent dans la ceinture principale d'astéroïdes située entre les orbites de Mars et de Jupiter.

À la fin du XVIIIe siècle, les astronomes européens conjuguent leurs efforts pour trouver la planète qui, selon les théories de l'époque (en particulier la loi de Titius-Bode), devrait se trouver entre les orbites de Mars et Jupiter. En découvrant Cérès en 1801, ils pensent avoir identifié la planète manquante, mais ils détectent au cours des années suivantes d'autres corps célestes dont l'orbite s'inscrit dans la même région de l'espace située entre deux et quatre unités astronomiques du Soleil : Pallas en 1802, Junon en 1804 puis Vesta en 1807. Vers 1830, les astronomes parviennent à estimer la taille de ces objets qui sont beaucoup plus petits que des planètes ; ils les rangent dans une nouvelle catégorie de corps célestes baptisés astéroïdes. Ces objets (et les suivants découverts) seront déclassés de leur statut de planète dans les années 1850, lorsqu'il devint clair qu'ils étaient très nombreux. Vers 1860, le nombre d'astéroïdes dépasse la centaine et le physicien Daniel Kirkwood met en évidence des lacunes dans la distribution de leurs orbites : il attribue ces irrégularités à l'influence gravitationnelle de Jupiter. Les astéroïdes sont longtemps considérés comme les débris d'une ancienne planète qui aurait été détruite par l'influence gravitationnelle de Jupiter, avant que la théorie en vigueur aujourd'hui ne suggère plutôt qu'à cause de cette influence, cette planète ne s'est en réalité jamais formée.

### La ceinture d'astéroïdes et la formation du Système solaire
Depuis les premières découvertes, les astronomes ont pu déterminer, à l'aide de télescopes spatiaux et terrestres, que la ceinture d'astéroïdes regroupait des centaines de milliers d'astéroïdes. Le processus de formation de la ceinture, communément admis au sein de la communauté scientifique, est désormais le suivant. Au moment de la naissance du Système solaire, il y a environ 4,6 milliards d'années, cette région de l'espace contenait suffisamment de matière pour créer deux à trois planètes de la taille de la Terre ; en quelques dizaines de milliers d'années, comme dans le reste du Système solaire, un grand nombre de planétésimaux se sont formés par accrétion de cette matière. Quelques protoplanètes sont apparues. Mais alors qu'ailleurs, ces protoplanètes se sont elles-mêmes agrégées pour former les planètes que l'on connaît aujourd'hui, le processus s'est arrêté dans la zone correspondant à l'actuelle ceinture d'astéroïdes, environ 15 millions d'années après avoir débuté, lorsque les planètes voisines, plus massives, se sont formées. Les résonances orbitales avec Jupiter et Saturne, ainsi que les interactions gravitationnelles avec des embryons plus massifs, ont chassé la majorité des planétésimaux vers d'autres orbites ou les ont fait éclater. L'influence des planètes géantes et des protoplanètes n'a laissé, dans la ceinture d'astéroïdes, qu'une masse totale équivalente à moins de 0,1 % de celle de la Terre, composée principalement de petits planétésimaux, les deux plus grands étant les deux objets étudiés par Dawn, Cérès et Vesta,. La ceinture d'astéroïdes peut être considérée comme une relique du Système solaire primitif. Les astéroïdes qui subsistent ont peu évolué depuis l'époque de leur formation, et contiennent de ce fait des informations précieuses sur les conditions et les processus à l'œuvre à ce moment-clé de la formation des planètes.

### Vesta et Cérès
Vesta et Cérès, qui sont les corps les plus massifs de la ceinture d'astéroïdes, ont été choisis comme objectifs de la mission de la sonde spatiale Dawn. Le troisième astéroïde par la masse, Pallas, n'a pas été retenu par les concepteurs de la mission : son orbite est beaucoup plus coûteuse à atteindre car elle s'écarte fortement du plan de l'écliptique. Il est peu probable que Dawn survole d'autres astéroïdes que Vesta et Cérès car, dans l'éventualité où il resterait suffisamment de temps, les scientifiques préfèrent prolonger l'étude des deux astéroïdes. Vesta et Cérès, après s'être formées au cours des dix premiers millions d'années du processus d'accrétion, ont survécu à l'influence de Jupiter mais n'ont plus évolué par la suite, alors que l'accrétion s'est poursuivie durant 50 millions d'années pour la Terre.
| |  |
| L'éloignement et la faible taille des deux astéroïdes, rendent leur observation difficile depuis la Terre. Photo de gauche : l'astéroïde Vesta selon une reconstitution réalisée à partir de photos prises depuis l'orbite terrestre - Photo de droite : une des meilleures photos de Cérès photographié par le télescope spatial Hubble en 2005. |  |

#### Vesta
D'après les observations effectuées à l'aide de télescopes, Vesta, dont le diamètre volumétrique moyen est d'environ 530 kilomètres, est un corps où l'eau semble absente et qui comporte des terrains différenciés dont une partie serait constituée de laves basaltiques. La protoplanète a suivi un processus de différenciation planétaire comme les planètes internes, au cours duquel les éléments radioactifs à courte durée de vie ont fait fondre les roches en un magma à l'origine du noyau ferreux plus dense et du manteau magmatique périphérique plus léger. Un cratère d'impact de 460 kilomètres de diamètre, près du pôle Sud de Vesta, est le reflet d'une collision qui a expulsé près de 1 % de sa masse. La gravité sur Vesta est d'environ 3 % de celle de la Terre. Les météorites HED, qui sont sans doute des fragments de Vesta arrachés lors de collisions avec d'autres astéroïdes, ont fourni de nombreuses informations sur la structure de l'astéroïde : un des objectifs de la mission est tout à la fois de confirmer cette origine et de déterminer dans quelles conditions géologiques le matériau très particulier qui constitue ces météorites s'est créé,,.

#### Cérès
Cérès est le plus grand corps de la ceinture d'astéroïdes, avec un diamètre volumétrique moyen d'environ 950 kilomètres. Contrairement à Vesta, elle est classée dans la catégorie des planètes naines, car elle possède une masse suffisante pour que sa gravité l'emporte sur les forces de cohésion du corps solide et le maintienne en équilibre hydrostatique, ce qui lui donne une forme presque sphérique ; Cérès reste néanmoins toujours un astéroïde, indépendamment de cette considération. Elle est très différente de Vesta. Les mesures effectuées semblent indiquer que la surface est constituée d'argiles et que l'eau a donc joué un rôle important dans son passé géologique. De l'eau semble encore s'échapper de la surface de Cérès et une calotte de glace pourrait subsister au niveau des pôles. Cérès est plus éloignée que Vesta du Soleil, ce qui pourrait expliquer que le processus de différenciation ne se soit a priori pas enclenché ; une autre explication serait que Cérès se soit formée plus tardivement et que la majorité des éléments radioactifs présents à l'origine se soient déjà désintégrés. La gravité sur Cérès, dont la densité est le tiers de celle de la Terre, est identique à celle de Vesta, bien que la protoplanète ait un rayon double, car sa densité est deux fois plus faible. Aucune météorite en provenance de Cérès n'a, jusqu'à présent, pu être identifiée : il se pourrait que la protoplanète n'ait pas subi de collisions analogues à celles subies par Vesta. Une autre explication serait que le spectre électromagnétique de la surface ne reflète pas la composition des roches qui n'auraient pu être identifiées parmi les météorites parvenues jusqu'à la Terre,.
Les deux astéroïdes qu'a explorés la sonde Dawn, ont donc des caractéristiques partagées entre celles des planètes internes, ayant subi un processus de fusion interne et de différenciation, et celles des planètes externes, formées en grande partie de glace.

## Objectifs scientifiques de la mission Dawn

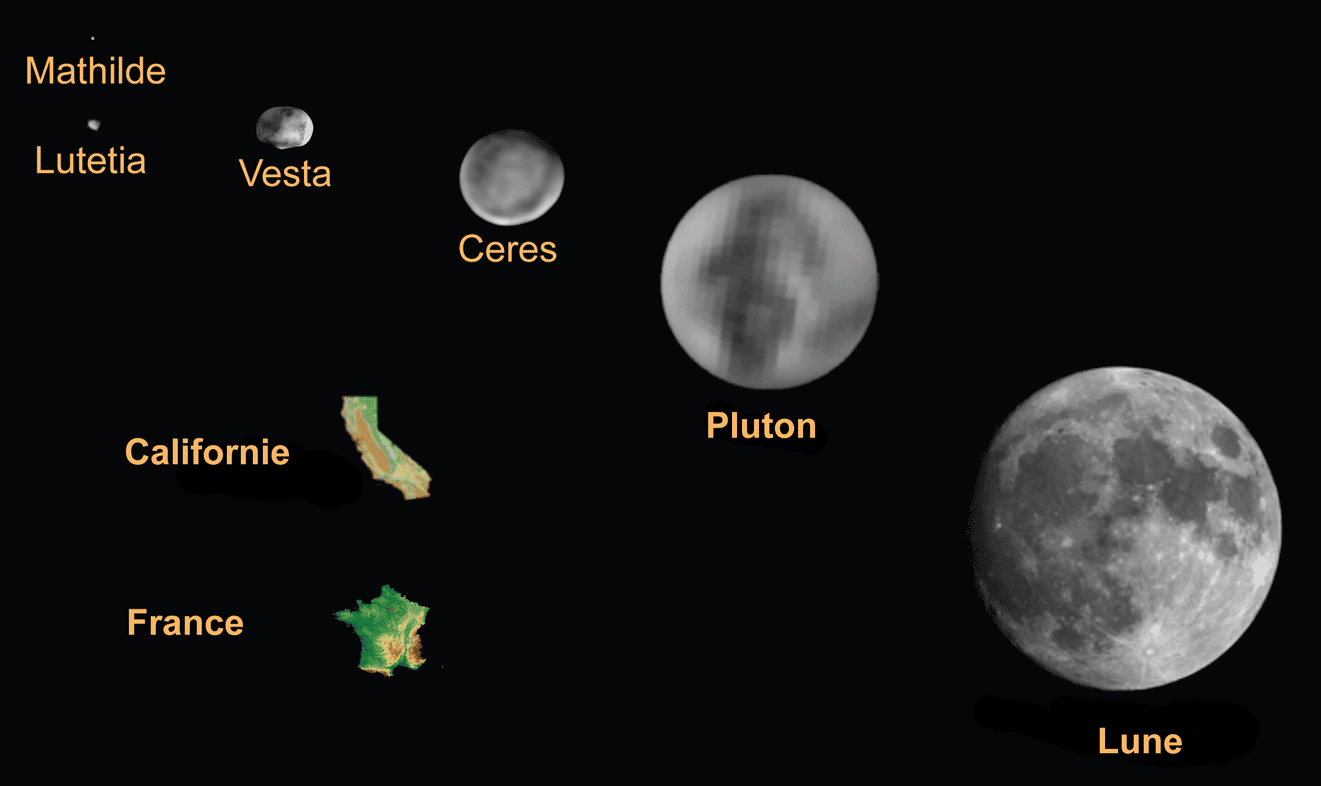
Cérès et Vesta comparées à la Lune et Pluton.

Dawn devait rejoindre la ceinture d'astéroïdes et se placer successivement en orbite autour de Vesta et de Cérès. La sonde spatiale doit déterminer la structure interne des deux astéroïdes, leur densité, leur forme, leur taille, leur composition et leur masse. Dawn doit également fournir des informations sur la topographie de la surface et faire un inventaire des cratères. Toutes ces mesures doivent permettre de reconstituer l'histoire de la formation de Vesta et Cérès et le rôle de l'eau dans l'évolution des astéroïdes. Elles doivent contribuer à comprendre les conditions et les processus à l'œuvre au tout début de la formation du Système solaire, ainsi que le rôle de l'eau et de la taille dans l'évolution des planètes.
La sonde spatiale doit effectuer les opérations suivantes :
- mesurer la densité de Cérès et de Vesta, avec une incertitude inférieure à 1 % ;
- mesurer l'inclinaison de l'axe de rotation, avec une erreur inférieure à 0,5 degré ;
- mesurer le champ de gravité des deux astéroïdes ;
- photographier plus de 80 % de leur surface, avec une définition au moins égale à 100 mètres par pixel pour Vesta et 200 mètres par pixel pour Cérès ;
- réaliser une carte topographique de plus de 80 % de la surface des deux astéroïdes, avec la même définition que les images et une précision verticale de 10 mètres pour Vesta et de 20 mètres pour Cérès ;
- mesurer l'abondance et la distribution des principales formations rocheuses ;
- mesurer l'abondance et la distribution de l'hydrogène, du potassium, du thorium et de l'uranium à la surface des deux astéroïdes ;
- effectuer plus de 10 000 mesures spectrales de Vesta et plus de 8 000 de Cérès dans les longueurs d'onde comprises entre 0,25 et 5 microns, avec une résolution inférieure à 200 mètres par pixel pour Vesta et 400 mètres par pixel pour Cérès pour la moitié des spectres.

## Les différentes phases de la mission
Pour atteindre la ceinture d'astéroïdes, la sonde ne peut pas emprunter une route directe en suivant une orbite de transfert, car la poussée de ses moteurs ioniques est trop faible pour effectuer les deux manœuvres nécessaires pour se placer sur cette orbite, puis pour la quitter : alors qu'un moteur-fusée conventionnel (chimique) permet en 20 minutes d'accélérer ou décélérer une telle masse de 1 km/s en consommant 300 kilogrammes de carburant, le moteur ionique, pour réaliser la même performance, mettra 100 jours, mais ne consommera que 25 kilogrammes de carburant. Pour parvenir à la ceinture d'astéroïdes, la sonde décrit donc une trajectoire en spirale autour du Soleil et atteint Vesta après avoir bouclé un peu plus de deux tours autour du Soleil. En faisant fonctionner ses propulseurs durant 70 % du temps, elle s'échappe progressivement du puits de gravité du Soleil.
Grâce à l'excellent rendement de son moteur, la sonde sera parvenue à accélérer de 10 km/s entre la Terre et ses destinations, en consommant moins de 400 kilogrammes de xénon, soit 30 % de sa masse, établissant ainsi un record sans précédent parmi les sondes spatiales. Au cours de son périple d'une durée de huit ans, Dawn aura parcouru une distance totale de 4,9 milliards de kilomètres.

### Vesta
Vesta, plus proche du Soleil, est le premier astéroïde atteint. En profitant d'une conjonction qui ne se reproduit que tous les 17 ans, la sonde peut ensuite quitter Vesta pour atteindre Cérès.

### Cérès
L'étude de Cérès doit se dérouler entre février et juillet 2015, prolongée à la fin 2018. Comme pour Vesta, l'exploration de Cérès comprend trois phases, avec un séjour sur des orbites situées à une altitude de 5 900, 1 300 et 700 kilomètres.

## Les caractéristiques techniques de la sonde spatialeDawn
L'architecture de la sonde spatiale Dawn dérive en grande partie d'engins spatiaux développés auparavant. La plate-forme est issue de la série STAR-2 utilisée par les satellites de télécommunications géostationnaires d'Orbital Sciences Corporation tandis que l'avionique est largement dérivée de celle de la série LEOStar-2 utilisée par le même constructeur pour ses satellites d'observation terrestre. La propulsion principale, qui est confiée à des moteurs ioniques au xénon, reprend l'engin utilisé avec succès par la sonde Deep Space 1.
La structure centrale de Dawn est un cylindre en matériau composite à base de fibre de carbone, dans lequel sont logés les réservoirs de xénon (capacité de 450 kilogrammes) et d'hydrazine (45 kilogrammes) utilisés pour propulser et orienter la sonde. Le cylindre central est enfermé dans un parallélépipède de 1,64 × 1,27 × 1,776 mètres, constitué de panneaux en aluminium, sur lesquels sont montés la plupart des autres composants de la sonde. Dawn a une masse de 725 kilogrammes à sec, et d'environ 1 237 kilogrammes avec les ergols,,,.
| Abréviation        | Composant                             | Masse (kg) | Schéma |
| ------------------ | ------------------------------------- | ---------- | --- |
|                    | Structure                             | 108        | |
| IPS                | Moteurs ioniques                      | 129        | |
| EPS                | Panneaux solaires                     | 204        | |
| ACS                | Contrôle orientation                  | 37         | |
| RCS                | Propulseurs d'attitude                | 14         | |
| TCS                | Contrôle thermique                    | 44         | |
| CDHS               | Calculateurs, télémesure/télécommande | 21         | |
|                    | Télécommunications                    | 25         | |
|                    | Câblage électrique                    | 82         | |
|                    | Ballast                               | 13         | |
| Total plateforme   | Total plateforme                      | 680        | |
| FC                 | Caméra                                | 11         | |
| GRaND              | Spectromètre gamma et neutron         | 10         | |
| VIR                | Spectro-imageur                       | 24         | |
| Total charge utile | Total charge utile                    | 45         | |
| Ergol              | Hydrazine                             | 45,6       | Schéma de la sonde Dawn : 1 - Moteur ionique 2 - Senseur solaire 3 - Viseur d'étoiles 4 - Panneau solaire 5 - Antenne grand gain 6 - Antenne faible gain 7 - Propulseur d'attitude 8 - Gyroscope 9 - Roue de réaction 10 - Louvre 11 - Panneau d'accès aux batteries A - Instrument GRaND B - Instrument FC C - Instrument VIR. |
| Ergol              | Xénon                                 | 425        | Schéma de la sonde Dawn : 1 - Moteur ionique 2 - Senseur solaire 3 - Viseur d'étoiles 4 - Panneau solaire 5 - Antenne grand gain 6 - Antenne faible gain 7 - Propulseur d'attitude 8 - Gyroscope 9 - Roue de réaction 10 - Louvre 11 - Panneau d'accès aux batteries A - Instrument GRaND B - Instrument FC C - Instrument VIR. |
| Masse totale       | Masse totale                          | 1 237      | Schéma de la sonde Dawn : 1 - Moteur ionique 2 - Senseur solaire 3 - Viseur d'étoiles 4 - Panneau solaire 5 - Antenne grand gain 6 - Antenne faible gain 7 - Propulseur d'attitude 8 - Gyroscope 9 - Roue de réaction 10 - Louvre 11 - Panneau d'accès aux batteries A - Instrument GRaND B - Instrument FC C - Instrument VIR. |

### Les moteurs ioniques

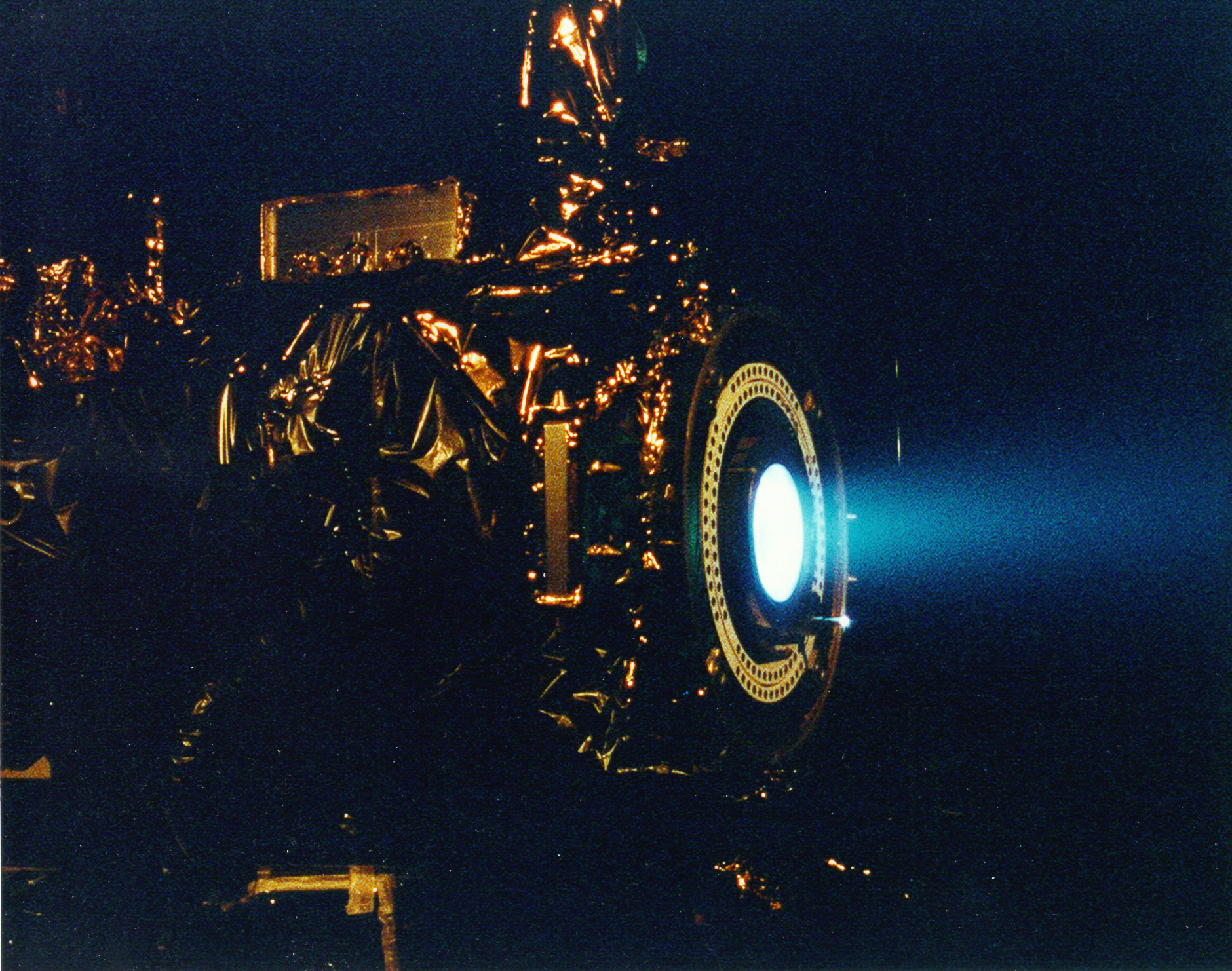
Un moteur ionique NSTAR analogue à ceux qui propulsent Dawn est testé sur banc d'essais.

La sonde utilise une version améliorée du moteur ionique au xénon NSTAR (NASA Solar electric propulsion Technology Application Readiness) qui a propulsé la sonde Deep Space 1 lancée en 1998. C'était à l'époque la première fois que ce type de moteur était utilisé comme propulsion principale par une sonde interplanétaire. Un moteur ionique fonctionne en éjectant à grande vitesse des ions accélérés par le champ électrostatique créé par une grille chargée électriquement. En application de la loi de la conservation de la quantité de mouvement, la sonde est accélérée en sens inverse de manière proportionnelle à la vitesse du xénon éjecté et inversement proportionnelle à sa masse. L'énergie utilisée pour éjecter le xénon est fournie par l'électricité produite par les panneaux solaires. Le rendement de ce type de moteur est bien supérieur à celui d'un moteur-fusée : la vitesse d'éjection du xénon est dix fois supérieure à celle des gaz produits par les propulseurs chimiques utilisés habituellement sur les sondes. Mais la poussée est très faible : sur NSTAR elle peut être comprise entre 92 millinewtons (sur Terre une poussée de 9,2 grammes soit l'équivalent du poids d'une feuille de papier) pour une puissance électrique de 2,6 kilowatts et 19 millinewtons pour une puissance de 0,5 kilowatt,,,.
À pleine puissance, le NSTAR consomme 3,25 milligrammes de xénon par seconde, soit un peu plus de 300 grammes par 24 heures. La vitesse de la sonde augmente d'environ 25 km/h après 24 heures d'accélération. La poussée des moteurs est modulable : un ordinateur dédié, et qui dispose d'une doublure en cas de défaillance, permet de faire varier à la demande à la fois la puissance électrique délivrée et l'alimentation en xénon du moteur. La poussée peut ainsi être modulée par pas de 1/124. Un transformateur porte la tension électrique reçue des panneaux électriques de 100 à 1 000 volts. Pour fournir l'accélération nécessaire à la mission, le système de propulsion ionique (IPS : Ion Propulsion System) doit fonctionner pratiquement en permanence, car il lui faut pallier la faiblesse de la poussée. La sonde n'utilise qu'un seul moteur à un moment donné, mais dispose de trois moteurs pour faire face à l'usure et aux risques de défaillance. Les trois moteurs sont regroupés sur la face arrière de la sonde, à l'opposé de la face portant les instruments scientifiques. L'axe de poussée de chaque moteur peut être modifié d'environ trois degrés, pour modifier l'orientation de la sonde, mais également pour compenser le déplacement du centre de masse au cours de la mission dû à l'épuisement progressif du xénon stocké,,.

### Les panneaux solaires

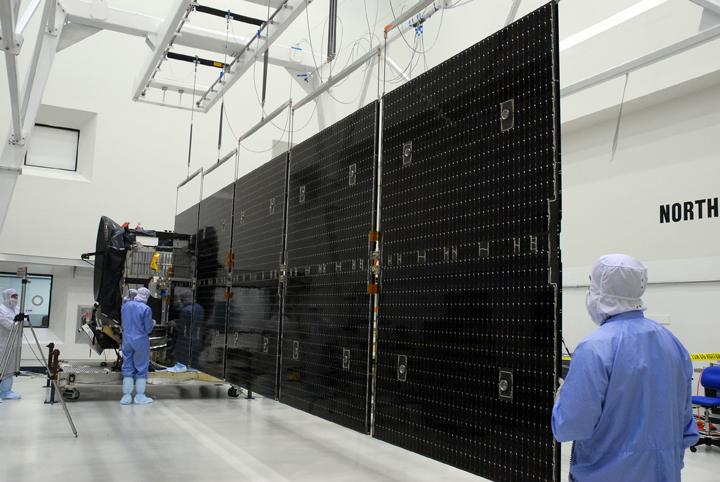
Montage d'un des deux panneaux solaires sur le corps de la sonde.

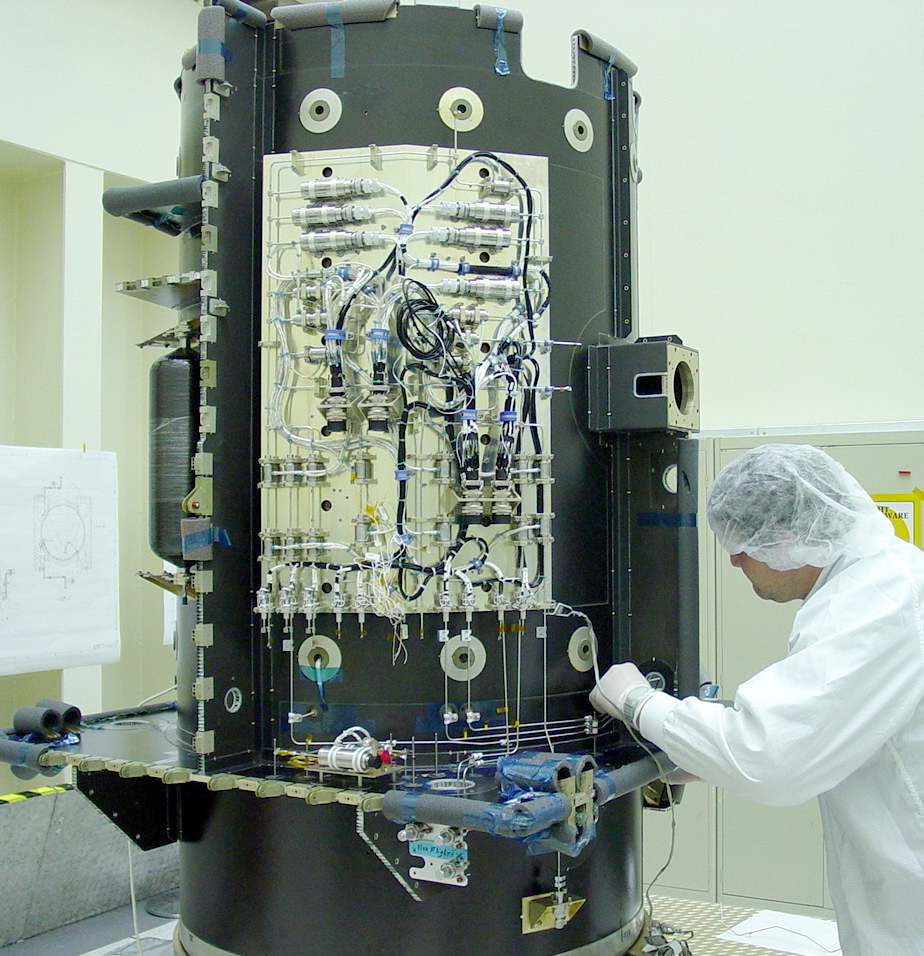
Le système d'alimentation du xénon fixé à la structure centrale cylindrique de Dawn.

Les moteurs ioniques ont besoin de beaucoup d'énergie électrique, et au niveau de la ceinture d'astéroïdes, l'intensité lumineuse est considérablement réduite. Les panneaux solaires sont donc de grande dimension : la sonde comporte deux grandes ailes de 18 m2 (2,3 × 8,3 mètres) comprenant chacun cinq panneaux solaires couverts de cellules photovoltaïques triple jonction InGaP/InGaAs/Ge, qui fournissent 10,3 kilowatts au niveau de l'orbite terrestre, mais seulement 1,3 kilowatt au niveau de la ceinture d'astéroïdes, à la fin de la mission. Il s'agit des panneaux solaires les plus puissants ayant jusque-là équipé une sonde spatiale,. Les panneaux solaires de Dawn sont repliés en accordéon durant le lancement, et déployés une fois la sonde en orbite ; celle-ci a alors une envergure totale de 19,7 mètres. Les panneaux solaires sont orientables autour de leur axe longitudinal. L'énergie électrique est convertie par l'EPS (Electrical Power System) en courant à 80-140 volts à destination des moteurs ioniques, et 22-35 volts pour les autres équipements. L'énergie électrique est stockée dans une batterie Ni-H2 de 35 ampères-heures,,.

### Les instruments scientifiques

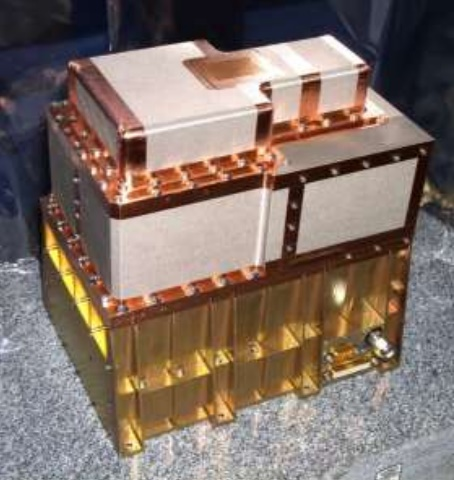
Le spectromètre gamma et à neutrons GRaND.

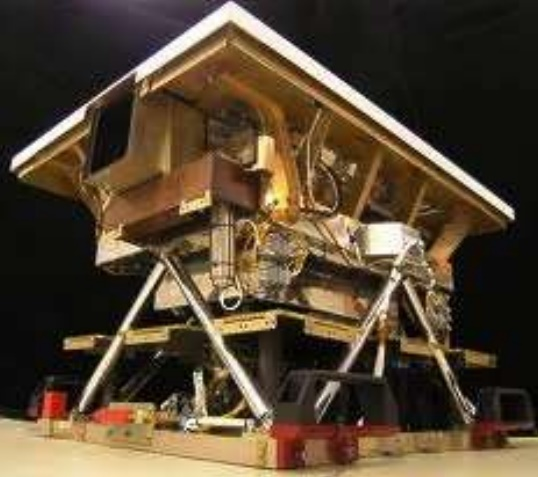
Le spectromètre infrarouge et visible VIR.

Dawn embarque trois instruments scientifiques : une caméra fonctionnant en lumière visible et proche infrarouge (FC), un spectromètre gamma et à neutrons (GRaND) et un spectromètre en lumière visible et infrarouge (VIR). Par ailleurs le système de télécommunications est mis à contribution pour mesurer le champ de gravité par effet Doppler depuis les stations terrestres.

#### Le spectromètre gamma et à neutrons GRaND
Le Laboratoire national de Los Alamos, au Nouveau-Mexique (États-Unis), fournit le spectromètre gamma et à neutrons (GRaND : Gamma Ray and Neutron Detector). La combinaison des spectrographes gamma et à neutrons fournit des spectres permettant de déterminer l'abondance des principaux éléments présents dans les roches (oxygène, magnésium, aluminium, silicium, calcium, fer et titane). Le spectromètre gamma permet de détecter les éléments radioactifs comme les isotopes d'uranium, thorium et potassium. La présence de vapeur d'eau est également déduite des mesures effectuées par ces instruments. GRaND dérive d'instruments embarqués sur les sondes spatiales Lunar Prospector et 2001 Mars Odyssey. Pour effectuer ses mesures, GRaND analyse les neutrons et le rayonnement gamma produit par les roches de la couche superficielle (moins d'un mètre) sous l'impact du rayonnement cosmique à très haute énergie,,.

#### La caméra FC
La caméra FC (Framing Camera), qui fonctionne en lumière visible et proche infrarouge, est fournie par l'Institut Max-Planck de recherche sur le Système solaire de Katlenburg-Lindau (Allemagne) et l'Institut de recherche planétaire rattaché à l'Agence de recherche aéronautique et aérospatiale allemande (DLR) située à Berlin. Elle est utilisée pour déterminer la topographie et effectuer la cartographie des astéroïdes. Elle est également employée pour les besoins de navigation lorsque la sonde se trouve à proximité de Vesta et Cérès. Elle comprend deux caméras identiques pour permettre de pallier une panne. La caméra FC a une distance focale de 150 millimètres et une ouverture de f/7,9. Le capteur est un CCD à transfert de trame avec une résolution de 1 024 pixels × 1 024 pixels (un peu plus d'un mégapixel). La caméra FC devrait fournir des images avec une définition de 12 mètres par pixel en orbite basse autour de Vesta et de 62 mètres sur le même type d'orbite autour de Cérès. La caméra peut utiliser huit filtres montés sur une roue pour sélectionner une partie du spectre lumineux. La caméra FC dispose de sa propre électronique qui gère les séquences photographiques et effectue les tâches de compression et recadre les prises de vue conformément aux instructions. Chacune des deux caméras dispose d'une mémoire de stockage de huit gigaoctets,.

#### Le spectro-imageur VIR
Le spectromètre imageur en lumière visible et infrarouge VIR (Visible and Infrared Spectrometer) est fourni par l'Institut national italien d'astrophysique à Rome et l'Agence spatiale italienne. VIR dérive de l'instrument embarqué sur les sondes européennes Rosetta et Venus Express. L'instrument est essentiellement une évolution du spectromètre de la sonde Cassini. VIR est utilisé pour dresser la carte de la composition minéralogique de la surface des deux astéroïdes en fournissant le contexte géologique. L'instrument doit permettre d'identifier la nature des composants solides (silicates, oxydes, sels, composants organiques, glaces). La résolution élevée de l'élevée permet de mettre en évidence la diversité de la surface et sa résolution spectrale doit permettre de lever toute ambiguïté concernant la composition des roches. Deux capteurs sont utilisés pour couvrir les longueurs d'onde comprises entre 0,25  et   5 microns. L'électronique de VIR permet de comprimer les images obtenues et d'effectuer des recadrages. L'instrument dispose d'une mémoire de stockage de 6 gigaoctets,.

Instruments scientifiques
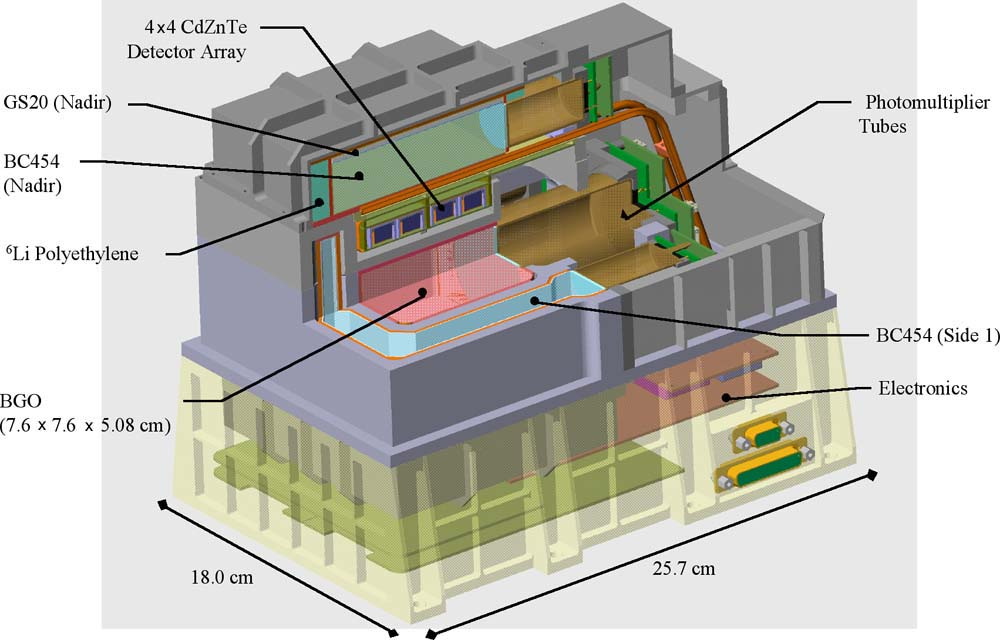
Schéma du spectromètre gamma GRaND.
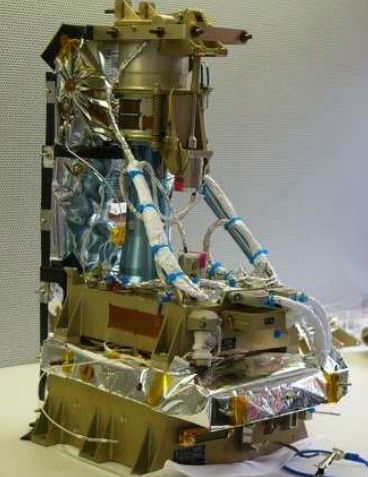
La caméra FC.
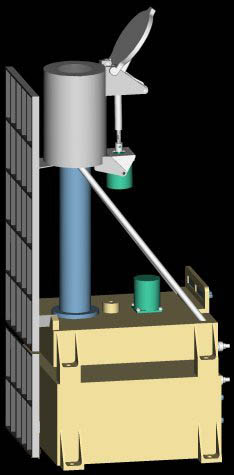
Schéma de la caméra FC.

### Contrôle d'attitude
Dawn est un engin stabilisé sur trois axes. En phase de croisière normale le système de contrôle d'attitude (ACS) utilise des viseurs d'étoiles pour déterminer l'orientation et la vitesse de la sonde et des gyroscopes pour détecter les changements d'orientation et de vitesse. Des senseurs solaires (CSS : Coarse Sun Sensor) sont également utilisés pour effectuer des contrôles plus grossiers. Tous les senseurs sont doublés. Durant la phase de transit la sonde utilise cinq fois par seconde ses viseurs d'étoiles pour vérifier son orientation et si nécessaire déclenche une correction et éventuellement réoriente les panneaux solaires. Les gyroscopes, qui ont une durée de vie limitée, ne sont pratiquement pas utilisés durant le transit : ils sont mis en marche pour permettre un pointage précis des instruments lorsque la sonde recueille ses données scientifiques. Pour corriger l'orientation de la sonde, l'ACS peut utiliser des roues de réaction au nombre de quatre (une de rechange), faire pivoter le moteur ionique s'il est en marche ou utiliser des petits moteurs-fusées consommant de l'hydrazine (RCS : Reaction Control System). Ces derniers sont également utilisés pour désaturer les roues de réaction et disposent d'une marge suffisante de carburant (45 kilogrammes en tout) pour effectuer une modification rapide d'orbite, si la sonde ne dispose pas de suffisamment de temps pour l'effectuer avec le moteur ionique. Ces propulseurs d'attitude sont regroupés en deux grappes de six moteurs d'une poussée unitaire de 0,9 newton. L'ACS est également chargé de maintenir l'orientation des panneaux solaires, qui peuvent pivoter avec deux degrés de liberté, de manière que ceux-ci soient toujours perpendiculaires à l'incidence des rayons du Soleil,,,.

### Système de contrôle et de gestion des données

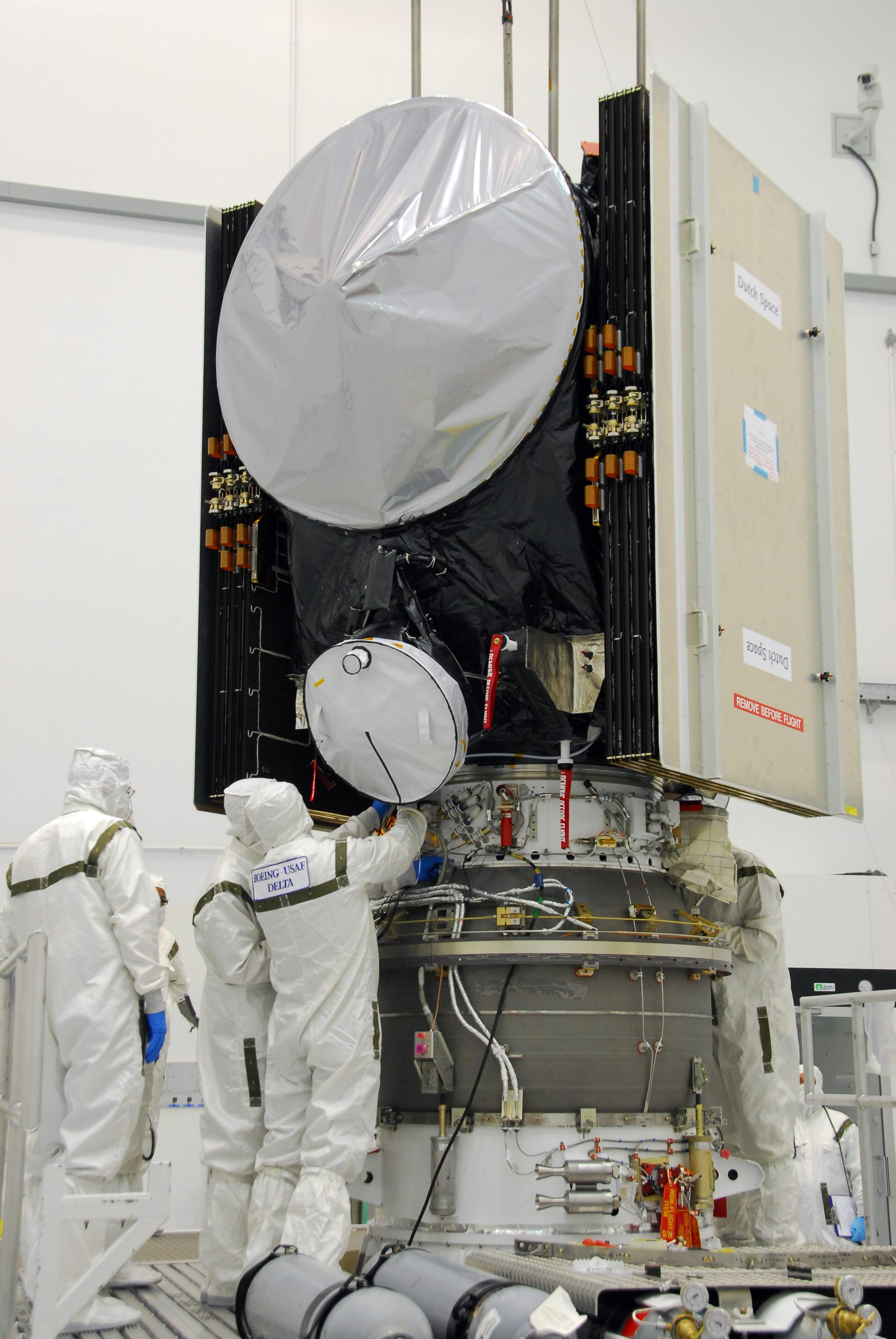
Dawn en cours d'installation sur le lanceur : les panneaux solaires sont en position repliée, on distingue l'antenne grand gain et en bas la tuyère d'un des trois moteurs ioniques.

Le système de contrôle et de gestion des données (Command and Data Handling System : CDHS), cerveau de la sonde, utilise un calculateur durci contre les radiations RAD6000 cadencé à 33 mégahertz qui exécute des programmes écrits en langage C et en assembleur. Ceux-ci tournent sous le système d'exploitation VxWorks. Le CDHS dispose d'une mémoire de masse de 8 gigaoctets pour le stockage des données scientifiques et des télémesures. Le logiciel de bord qui pilote la sonde comprend environ 400 000 lignes de code. La sonde dispose d'un ordinateur de secours et de quatre exemplaires du logiciel (deux par ordinateur). Le système surveille en permanence plus de 200 paramètres. Il communique avec les différents composants de la sonde spatiale via un bus Mil-Std-1553B sauf avec l'instrument GRaND qui utilise un bus série RS-422. Pratiquement toutes les cartes électroniques composant le système ont été développées pour des familles de satellites du constructeur Orbital. 80 % du code programme a été également écrit dans le cadre de ces projets. La principale évolution logicielle porte sur l'introduction du Virtual Machine Langage, un méta langage utilisé par les sondes Mars Odyssey et Mars Reconnaissance Orbiter ainsi que par le télescope spatial Spitzer ; ce langage permet d'envoyer à la sonde des commandes complexes comprenant des ordres conditionnels,,.

### Systèmes de télécommunications
Le système de télécommunications fonctionne en bande X et permet de recevoir des données avec un débit compris entre 7,8 octets par seconde et 2 ko/s et d'émettre avec un débit compris entre 10 octets par seconde et 124 ko/s. Le système repose sur deux émetteurs d'une puissance de 100 watts mis au point par le JPL pour ses sondes interplanétaires. Dawn dispose d'une antenne parabolique grand gain fixe (High Gain Antenna : HGA) d'un rayon de 1,52 mètre et de trois antennes à faible gain (LGA) émettant chacune dans le prolongement de l'un des trois axes de la sonde. Une seule antenne peut être utilisée à un instant donné,.

### Contrôle thermique
Le système de contrôle thermique (Thermal Control System : TCS) utilise à la fois des moyens passifs et actifs pour maintenir les composants de la sonde dans une plage de température acceptable. Des persiennes (ouvertures) s'ouvrent automatiquement pour évacuer la chaleur excédentaire produite par l'électronique ou l'action du Soleil. Des caloducs dans lesquels circulent de l'ammoniac sont également utilisés dans le même objectif. Au fur et à mesure que la sonde s'éloigne du Soleil, il faut également combattre le froid. Près de 150 résistances sont installées près des équipements sensibles. Lorsque la sonde se trouve dans la ceinture d'astéroïdes, le système de contrôle thermique consomme 200 watts pour maintenir une température suffisante. Chaque seconde, une centaine de capteurs fournissent des informations sur la température des différents équipements que le logiciel de bord utilise pour déclencher les différents mécanismes de régulation thermique,,.

## Historique du projet

### Sélection de la mission

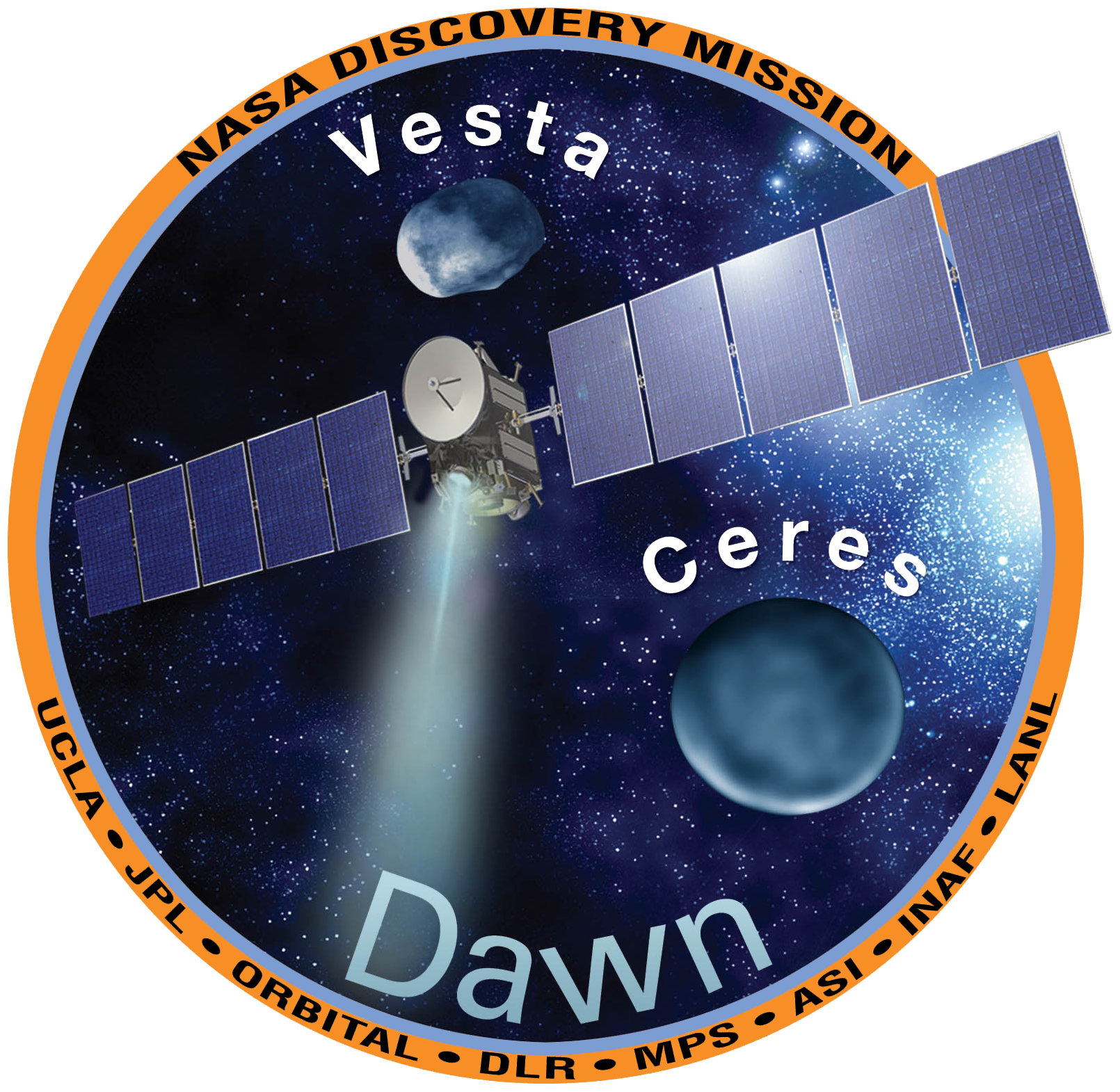
Logo de la mission.

La mission Dawn est le 9e projet du programme Discovery de la NASA, qui rassemble des missions d'exploration interplanétaires répondant à des interrogations scientifiques ciblées et qui nécessitent des ressources suffisamment modestes pour permettre des lancements fréquents. Pour répondre à cet objectif, le coût d'une mission Discovery doit être inférieur à 425 millions de dollars (299 millions de dollars en 2001), le délai de développement ne doit pas excéder 36 mois, le nombre d'instruments scientifiques est réduit et le développement est confié à une seule équipe. La NASA sélectionne la mission Dawn en décembre 2001, en même temps que le télescope spatial Kepler, parmi 26 missions scientifiques proposées. La mission est baptisée Dawn (c'est-à-dire « aube »), car elle doit apporter des réponses à propos de la naissance (l'aube) du Système solaire,.
La gestion du projet Dawn est confiée au centre spatial de la NASA JPL, qui est dédié au développement des sondes interplanétaires. Celui-ci assure la conduite du projet, et fournit également le système de propulsion ionique, une partie du système électrique et du système de télécommunications. La société Orbital Sciences est choisie pour construire la sonde spatiale, intégrer les composants fournis par les autres participants, réaliser les tests et assurer le lancement. La sonde emporte trois instruments scientifiques, dont le spectromètre VIR fourni par l'Italie et la caméra FC fournie par l'Allemagne.

### De la conception à la réalisation (2002-2006)

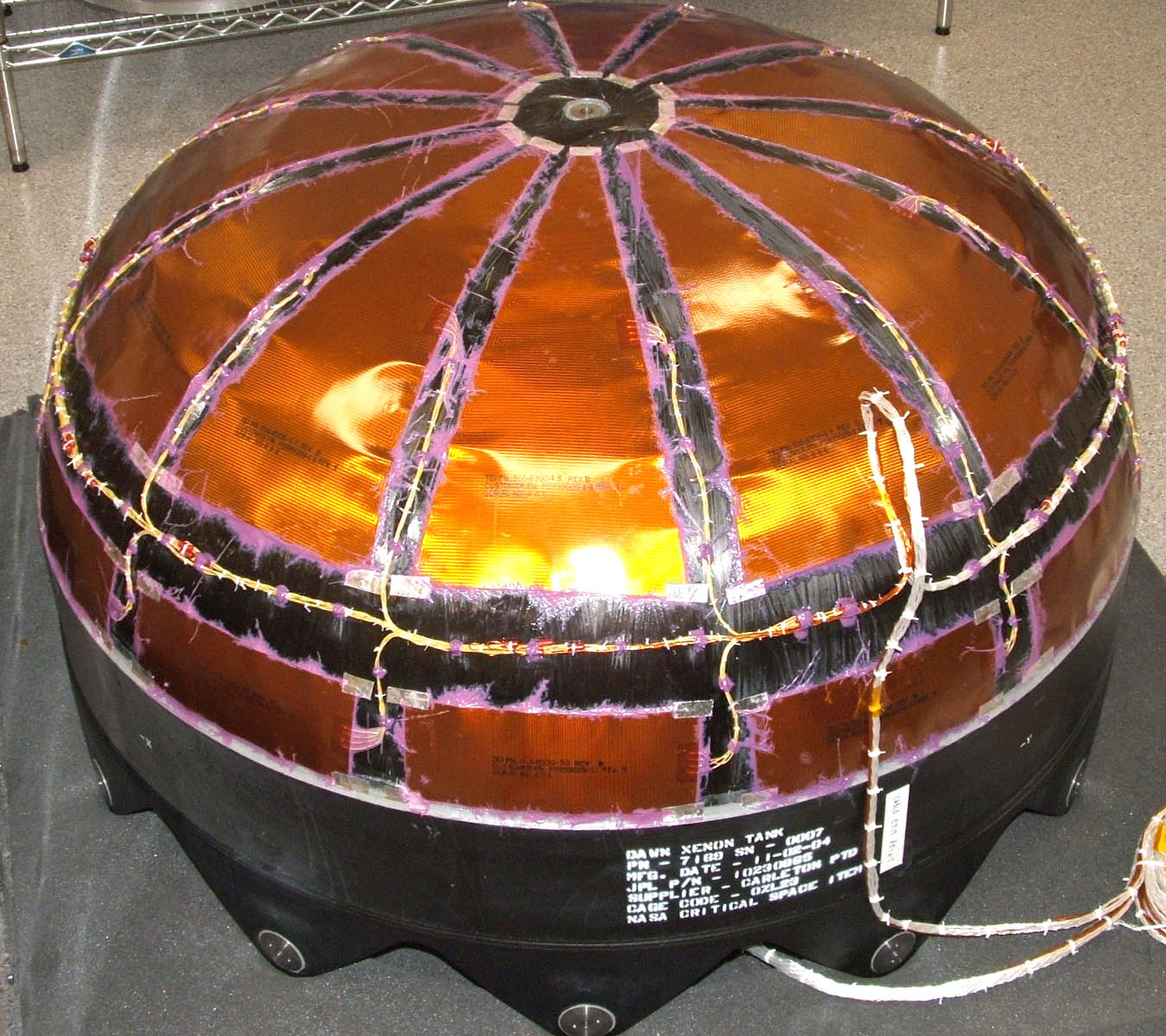
Le réservoir de xénon a rencontré des problèmes de tenue à la pression.

Le projet démarre officiellement en septembre 2001, et les participants (industriel, équipes européennes, JPL) entrent dans une phase pleinement active en janvier 2002. Au cours de la phase préparatoire de la première revue (Preliminary Design Review : PDR), on décide d'ajouter un cinquième panneau solaire sur chaque aile de la sonde pour disposer d'une marge de puissance plus importante lorsque Dawn sera près de Cérès, située à 2,9 unités astronomiques du Soleil. Pour accroître la marge financière du projet, l'équipe décide également de remplacer le lanceur Delta II, lourd, par une version standard,.
Entre décembre 2003 et janvier 2004, le télescope Hubble est utilisé pour une campagne d'observation de Cérès. Les 267 images obtenues à l'aide de la caméra à haute résolution permettent de préciser certaines caractéristiques de la planète naine : son corps est pratiquement une sphère parfaite, mais son diamètre à l'équateur est plus important qu'au niveau des pôles. Les simulations informatiques indiquent que Cérès comporte un noyau dense et une croûte superficielle composée de roches légères. Les astronomes considèrent que de la glace pourrait se trouver enfouie sous la surface, car la densité de Cérès est inférieure à celle de la croûte terrestre, et parce que l'analyse spectroscopique de la surface indique des minéraux riches en eau. Ils estiment que Cérès est composée à un quart d'eau,.
En février 2004, après avoir franchi la revue préliminaire, le projet entre en phase d'implémentation. Pour répondre à une consigne générale de réduction des risques de dépassement budgétaire, d'accroissement de la masse, de la consommation électrique et de retard sur le planning, plusieurs caractéristiques de la mission et de la sonde sont modifiées. La marge sur la consommation électrique est portée à 15 %, en augmentant la superficie des panneaux solaires pour pouvoir faire face à des besoins inattendus. Une marge de 25 % sur le coût est introduite. Pour atteindre cet objectif, la durée du séjour en orbite autour des astéroïdes est réduite, de onze mois à sept mois pour Vesta, et à cinq mois pour Cérès. Deux des cinq instruments scientifiques sont supprimés : l'altimètre laser, abandonné avant même la revue préliminaire, et le magnétomètre, bien que sa présence eût pu permettre d'analyser le champ magnétique résiduel de Vesta et détecter la présence d'eau liquide sous la croûte superficielle de Cérès,.
En juin, la revue critique de conception (Critical Design Review) est franchie sans encombre, et la sonde entre en phase de fabrication. En janvier, l'assemblage de la sonde débute chez le constructeur Orbital Sciences. Les tests environnementaux et thermiques des panneaux solaires sont réalisés, et les bancs d'essai des systèmes de commande sont mis au point. Les instruments scientifiques sont livrés entre avril et juillet 2005,.

### Menaces d'annulation

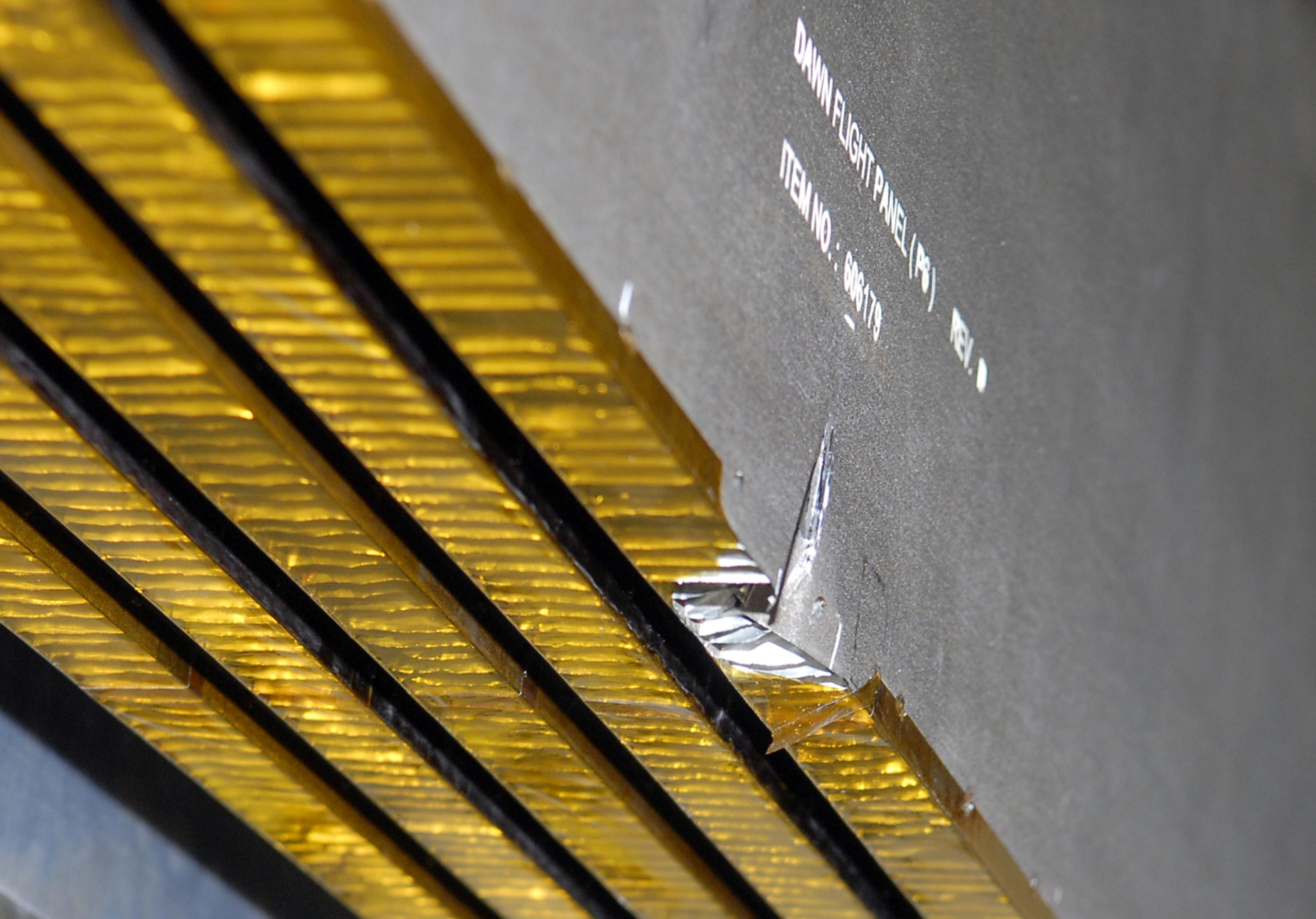
Le panneau solaire a été légèrement abîmé durant les préparatifs d'assemblage sur le lanceur.

Le projet Dawn avait déjà été annulé une première fois, en décembre 2003, avant d'être réactivé en février 2004. Mais en septembre 2005, les responsables du projet annoncent aux dirigeants de la NASA que le budget alloué pour la réalisation de Dawn ne sera pas suffisant, et demandent une enveloppe supplémentaire de 40 millions $. Le lancement de la sonde est repoussé de 2006 à 2007, pour étaler la dépense et prendre compte des retards du projet. L'état-major de la NASA réagit en demandant le gel du projet en octobre 2005, et lançant un audit de celui-ci. Les experts indépendants rendent leur rapport en janvier 2006; et mettent en évidence une mauvaise gestion du projet, mais concluent que celui-ci peut être mené à son terme, avec un an de retard et à condition d'injecter 73 millions $, portant le coût total à 446 millions $. Deux problèmes techniques sont mis en évidence : deux exemplaires du réservoir contenant le xénon et réalisés avec des feuilles de titane ultra minces enrobées de composite carbone ont cédé de manière spectaculaire durant les essais de mise sous pression, et un relais de l'électronique de puissance associée au moteur ionique a également été victime d'une défaillance au banc d'essais. Le 3 mars, le responsable du programme des missions interplanétaires de la NASA appelle le responsable scientifique de la mission (Principal Investigator : PI) pour lui annoncer l'annulation de la mission. La décision soulève une levée de boucliers de la part des scientifiques engagés dans le projet, qui obtiennent que la décision soit réexaminée. Les ingénieurs sur le projet proposent de réduire la pression dans le réservoir de xénon, en limitant la quantité embarquée à 425 kg au lieu des 450 kg prévus, en entamant la marge disponible, et de mener une campagne dédiée pour valider le fonctionnement de l'électronique associée au moteur ionique,. De son côté, Orbital Sciences, le constructeur de la sonde, fait appel de la décision et offre de construire Dawn à prix coûtant, pour gagner en expérience sur la construction de ce type d'engin. Finalement, la NASA annonce, le 27 mars 2006, que la mission est réactivée,,.

## Déroulement de la mission

### Lancement (septembre 2007)

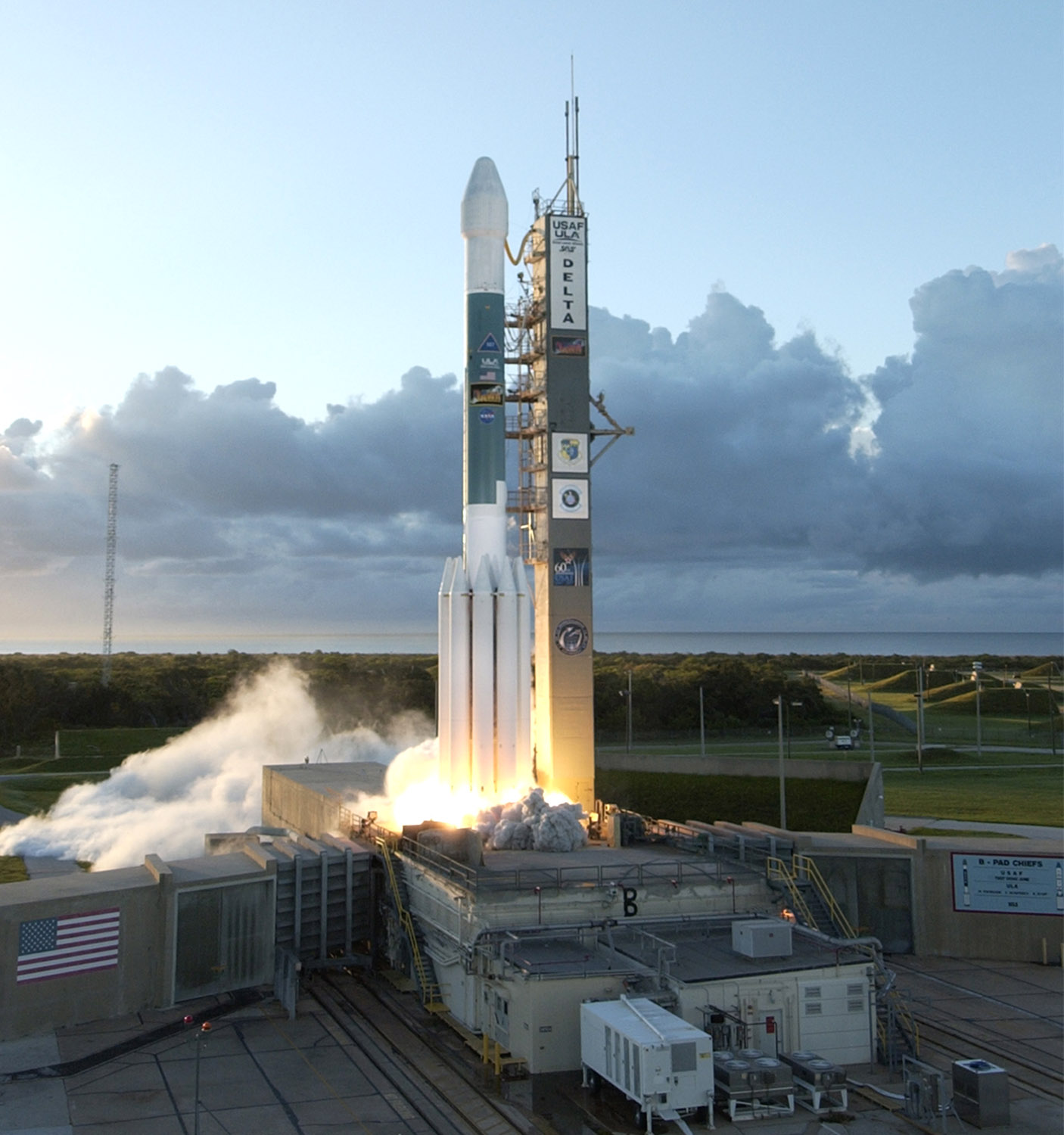
Lancement de Dawn.

Le lancement est planifié pour le 7 juillet 2007. Durant la phase d'assemblage de la sonde sur son lanceur fin juin, la partie arrière d'un panneau solaire est endommagée accidentellement par un outil mais une réparation est rapidement effectuée.
À la suite de retards liés à des conditions météorologiques défavorables, le lancement de la sonde spatiale est repoussé à septembre. En effet, la sonde martienne Phoenix a désormais la priorité car elle doit être impérativement lancée au cours de l'été ; or, son pas de tir est situé à moins de 200 mètres de celui de Dawn ce qui interdit temporairement l'utilisation du pas de tir de Dawn. Pour réduire les conséquences financières d'une explosion du lanceur de Phoenix, la sonde Dawn est mise à l'abri.
La fusée porteuse Delta II de type 7925H-9.5 est finalement lancée le 27 septembre 2007. L'extinction du premier étage a lieu 4 minutes et 23 secondes après la mise à feu alors qu'elle se trouve à 130 km d'altitude et que sa vitesse est de 6,3 km/s. La coiffe est éjectée à l'altitude de 135 km. Le second étage est arrêté une première fois 8 minutes 58 secondes après le lancement après avoir placé la sonde sur une orbite basse terrestre. Quelques minutes plus tard le deuxième étage est remis à feu durant plus de deux minutes. Lorsqu'il s'arrête, quatre petites fusées sont mises à feu pour imprimer une rotation de 50 tours par minute au lanceur et à sa charge utile ; en effet, le troisième étage ne dispose pas de système de correction d'orientation et cette dernière est maintenue par effet gyroscopique. Le troisième étage est alors mis à feu et permet à la sonde d'atteindre la vitesse de 11,43 km/s dépassant la vitesse de libération et lui permettant ainsi d'échapper à l'attraction terrestre. La vitesse de rotation imprimée par le second étage est annulée en deux temps. Un yo-yo, constitué de deux câbles de 12,15 mètres au bout desquels se trouve une masse de 1,44 kg formée par une combinaison de tungstène et d'aluminium, est dévidé et largué ; par conservation de la quantité de mouvement, il imprime une vitesse de rotation inversée réduite à trois tours par minute ; le xénon stocké en phase supercritique qui continue à tourner à l'intérieur du réservoir dans le sens inverse finit par annuler la vitesse résiduelle au bout d'un peu plus de huit minutes. Si cela s'était avéré nécessaire le système de contrôle d'attitude aurait utilisé les moteurs à hydrazine pour stabiliser complètement la sonde et l'orienter dans la configuration prévue. Après avoir été débloqués, les panneaux solaires sont déployés à l'aide de ressorts en une quinzaine de minutes.

### Début du transit vers la ceinture d'astéroïdes
Le lanceur Delta II a placé Dawn sur une orbite elliptique de 1 UA sur 1,62 UA avec une légère inclinaison par rapport au plan de l'écliptique (0,6°). La marge disponible permet à la sonde d'atteindre la cible si la durée de la défaillance de sa propulsion est inférieure ou égale à 28 jours. La trajectoire est calculée pour permettre une interruption de la propulsion de 8 heures par semaine dédiée aux échanges de données avec les stations terrestres et à d'autres activités. Du fait des spécificités de la propulsion ionique, la fenêtre de lancement était très large puisqu'elle s'étendait de mai 2006 à septembre 2007 sans changement important dans les dates d'arrivée.

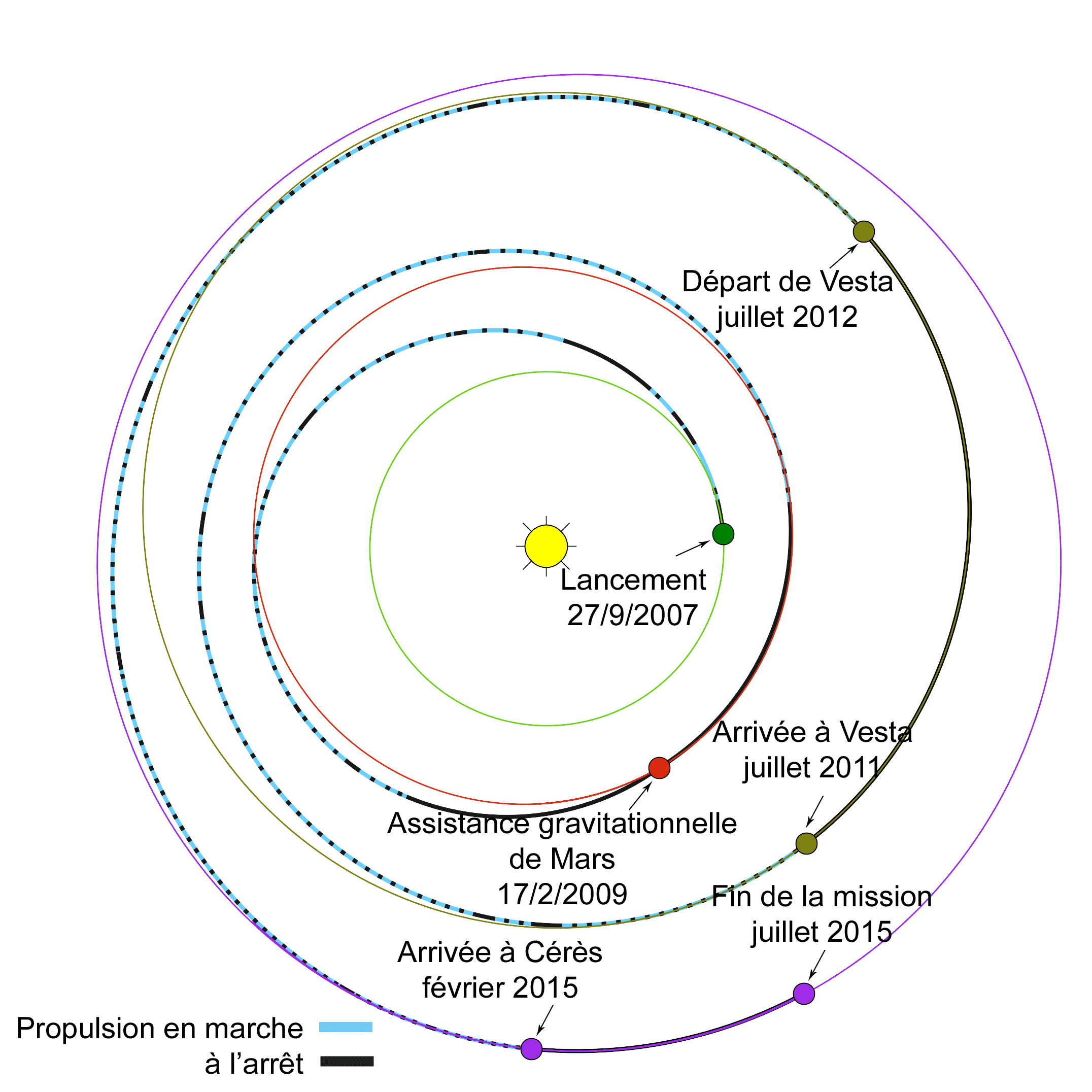
Trajectoire de la sonde définie mi 2009 après prise en compte des performances accrues du système de propulsion.

Le transit vers Vesta commence par une phase de deux mois durant laquelle le fonctionnement de la propulsion ionique, des systèmes de contrôle d'attitude et des télécommunications est vérifié et les instruments scientifiques sont calibrés. Des phases propulsives continues sont réalisées à différents niveaux de puissance. L'ensemble des tests s'achève mi-décembre 2007 sans avoir mis en évidence de problème de fonctionnement majeur. Une nouvelle version du logiciel embarqué, corrigeant les anomalies détectées, est téléchargée sur l'ordinateur de bord à la fin de la phase de test.
Durant son transit vers la ceinture d'astéroïdes, Dawn utilise à tour de rôle ses moteurs ioniques pour répartir l'usure. Le moteur no 3 est ainsi utilisé d'octobre 2007 à juin 2008, le no 1 prend le relais jusqu'en janvier 2010, le no 2 l'a ensuite relayé en accélérant la sonde de 2,2 km/s et en consommant 79 kg de xénon jusqu'en décembre 2010 ; depuis cette date Dawn est propulsé par le no 3.

### Assistance gravitationnelle de Mars

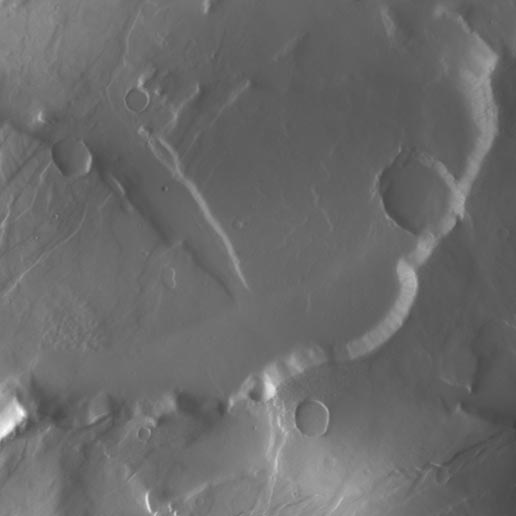
Photo de Mars prise avec la caméra FC en proche infrarouge durant le survol de la planète.

Après avoir parcouru plus de 900 millions de kilomètres, Dawn qui a pratiquement bouclé une orbite autour du Soleil utilise l'assistance gravitationnelle de la planète Mars pour améliorer sa trajectoire. En survolant Mars à une altitude de 542 km le 17 février 2009, la sonde rehausse l'aphélie de son orbite de 1,69 UA à 1,87 UA et modifie l'angle du plan de son orbite de 5,2°, la rapprochant ainsi de l'orbite de Vesta. Pour effectuer la même manœuvre avec son seul moteur, la sonde aurait dû modifier sa vitesse de 2,6 km/s. Deux bugs successifs dans le logiciel, déclenchés par l'aveuglement prévu du viseur d'étoiles ébloui par la luminosité de Mars, font basculer la sonde en mode sans échec sans conséquences pour la suite de la mission.

### Transit vers Vesta (2009-2011)
Mi-2009, après de longues analyses du comportement de la sonde, l'équipe projet conclut que le système de propulsion se comporte mieux que prévu, en particulier que les panneaux solaires sont plus efficaces, faisant gagner six semaines sur la date d'arrivée à Vesta, et six semaines sur le transit entre Vesta et Cérès. Combiné à d'autres facteurs, le gain de puissance permet d'allonger le séjour en orbite de Vesta à douze mois au lieu des neuf prévus initialement. Le 13 novembre 2009, la sonde atteint la ceinture d'astéroïdes. Bien que celle-ci contienne un grand nombre d'astéroïdes, dont plus d'un million ont un diamètre supérieur à un kilomètre, la probabilité que la sonde heurte un de ceux-ci est très faible, car ces objets sont très espacés. De plus, le vecteur vitesse de la sonde est proche de celui des astéroïdes, ce qui réduit encore le risque de collision.
En mai 2010, du fait de la distance croissante entre la sonde et le Soleil, l'énergie produite par les panneaux solaires n'est plus suffisante pour alimenter les systèmes de Dawn tout en utilisant 100 % de la poussée du moteur ionique. Pour continuer à alimenter le moteur à sa poussée maximale, les liaisons radio, jusque-là continues, sont remplacées par des vacations planifiées deux fois par semaine. Le 5 juin 2010, Dawn établit un nouveau record parmi les sondes interplanétaires, avec une accélération cumulée depuis son lancement de plus de 4,4 km/s grâce à son moteur ionique. Le détenteur du précédent record était la sonde Deep Space 1, également équipée d'un moteur de ce type. Le 17 juin, des signes de friction anormale sont détectés sur la roue de réaction no 4, qui doit être arrêtée. Malgré plusieurs tentatives effectuées par la suite, le fonctionnement de la roue de réaction ne peut être rétabli. Avec trois roues en fonctionnement, la sonde ne dispose plus de rechange, et il est décidé en août, afin de les préserver pour les phases d'étude des astéroïdes, de les arrêter et de contrôler l'orientation de la sonde avec les moteurs fonctionnant à l'hydrazine À partir du 23 août, un peu plus d'un mois après la date prévue, alors que la sonde se trouve à 2,02 UA du Soleil, la diminution de l'ensoleillement impose à la sonde de réduire la poussée demandée au moteur ionique. Juste avant cet événement, grâce à l'allégement provoqué par la consommation de son carburant, la sonde a atteint son pic d'accélération, avec 7,6 mètres par seconde gagnés sur une journée,.
| Date                                                      | Périhélie | Aphélie | Inclinaison / plan de l'écliptique | Accélération cumulée (km/s) | Xénon consommé (kg) | Jours avec propulsion | Remarque            |
| --------------------------------------------------------- | --------- | ------- | ---------------------------------- | --------------------------- | ------------------- | --------------------- | ------------------- |
| 27/9/2007                                                 | 1 UA      | 1,62 UA | 0,6°                               | 0                           | 0                   | 0                     | Orbite au lancement |
| 27/9/2008                                                 | 1,21 UA   | 1,68 UA | 1,4°                               | 1,68                        | 67                  | 253                   |                     |
| 27/9/2009                                                 | 1,42 UA   | 1,87 UA | 6,2°                               | 2,62                        | 103                 | 389                   |                     |
| 27/9/2010                                                 | 1,89 UA   | 2,13 UA | 6,8°                               | 5,01                        | 189                 | 715                   |                     |
| 2/8/2011                                                  | 2,15 UA   | 2,57 UA | 7,1°                               | 6,8                         | 252                 | 970                   | Orbite de Vesta     |
| 27/9/2012                                                 | 2,17 UA   | 2,57 UA | 7,3°                               | 7,14                        | 267                 | 1060                  |                     |
| 27/9/2013                                                 | 2,44 UA   | 2,98 UA | 8,7°                               | 8,7                         | 318                 | 1410                  |                     |
| février 2015                                              | 2,54 UA   | 2,99 UA | 10,6°                              |                             |                     |                       | Orbite de Cérès     |
| UA = unité astronomique = distance de la Terre au Soleil. |           |         |                                    |                             |                     |                       |                     |

### Arrivée et étude de Vesta (juillet 2011-juillet 2012)

#### Phase d'approche
En mai 2011, Dawn, qui ne se trouve plus qu'à 1,21 million de kilomètres de Vesta, entame la phase d'approche, durant laquelle une navigation beaucoup plus précise est nécessaire. Les roues de réaction sont remises en service : elles permettent de contrôler de manière plus efficace, et sans utiliser d'hydrazine, l'orientation de la sonde. Or, le pointage des instruments va nécessiter de changer fréquemment l'orientation de la sonde. Durant la phase d'approche, "Dawn" effectue une navigation optique, qui repose sur des photos prises à l'aide de la caméra scientifique FC. Les images sont ensuite interprétées par l'équipe de la mission sur Terre, pour corriger la trajectoire. Ces images permettent également d'identifier les points remarquables à la surface de l'astéroïde, et d'étudier son environnement, pour localiser d'éventuelles petites lunes qui seraient en orbite autour du corps céleste. Alors que les sondes se placent habituellement en orbite autour de la planète visée par une décélération brutale, Dawn, du fait de son mode de propulsion, aligne progressivement son orbite sur celle de Vesta, dans le cadre d'une manœuvre entamée longtemps auparavant. L'approche se fait à des vitesses relatives faibles : la sonde ne progresse plus que de 0,37 km/s par rapport à Vesta, et cette vitesse diminue en permanence tandis que son orbite est presque alignée sur celle de l'astéroïde.
Le 27 juin, l'un des deux calculateurs qui contrôlent les vannes d'alimentation en carburant des moteurs 1 et 3 ne parvient plus à ouvrir celles-ci. L'explication la plus probable est qu'un de ses circuits électroniques a été touché par un rayon cosmique. En attendant de déterminer s'il peut être remis en marche, le deuxième calculateur qui permet de contrôler l'alimentation des moteurs 2 et 3 est activé, et la propulsion est réactivée. Le 15 juillet 2011, après avoir parcouru 2,8 milliards de kilomètres depuis son lancement, et alors que sa vitesse relative et sa distance par rapport à Vesta sont tombées, respectivement, à 111 km/h et 16 000 km, la sonde entre dans le champ d'influence gravitationnel de l'astéroïde et entame les manœuvres pour se placer sur sa première orbite de travail autour de Vesta,. La mesure des déplacements de la sonde a permis d'obtenir une estimation précise de la masse de Vesta. Celle-ci, après calcul, est révisée de 262 à 259 millions de milliards de tonnes. L'erreur d'estimation des astronomes, environ 1 %, était remarquablement basse, compte tenu de la distance, et de la taille relativement faible de Vesta.

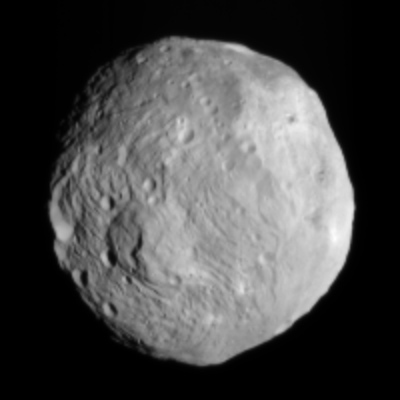
Une des premières images de Vesta obtenue le 7 juillet alors que la sonde se trouve à 41 000 km de l'astéroïde.
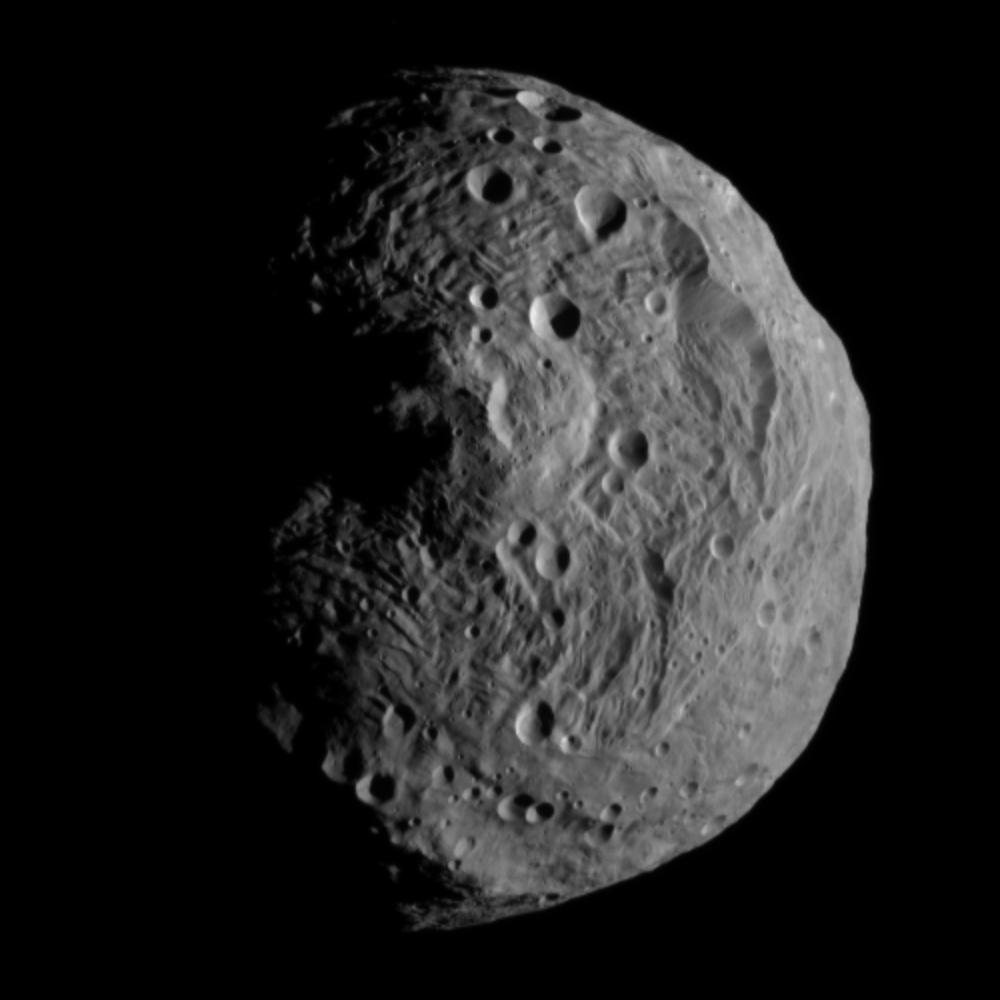
Photo prise le 17 juillet à 15 000 km. 1 pixel = 1,5 km.

### Étude de Vesta (juillet 2011 - août 2012)

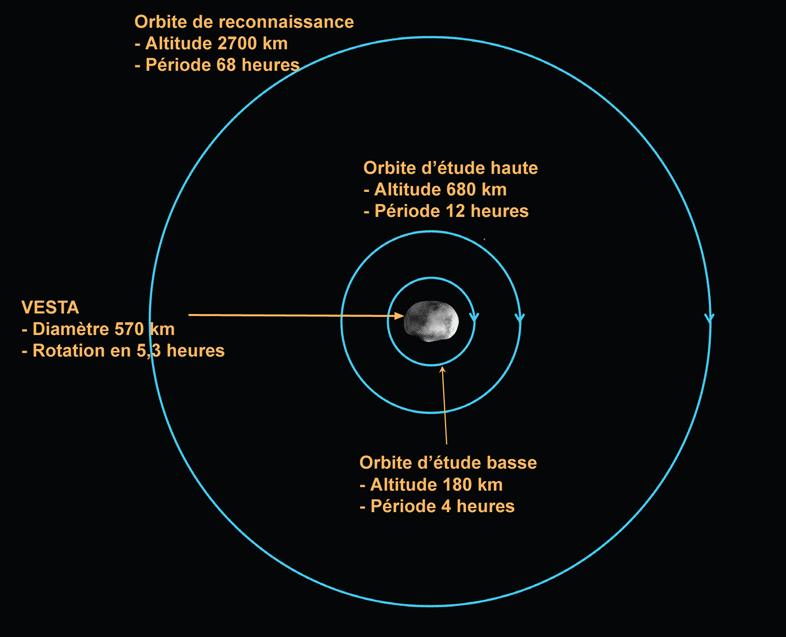
Les trois types d'orbite parcourus par la sonde autour de Vesta.

Dawn, qui s'est placé en orbite autour de Vesta le 16 juillet 2011, en repartira en août 2012 pour se diriger vers Cérès. Dans l'intervalle, la sonde va se placer successivement sur trois orbites de plus en plus rapprochées, pour étudier la protoplanète. Toutes sont des orbites polaires qui fournissent de bons angles d'observation pour les instruments et permettent d'éviter les éclipses durant lesquelles le satellite doit survivre sur ses batteries.

#### La phase de reconnaissance

Le mouvement de rotation de Vesta de 5,342 heures reconstitué à partir de 64 photos prises par Dawn.

Le 11 août, la sonde est parvenue sur son orbite de reconnaissance (survey orbit), située à 2 700 km d'altitude, d'où elle doit mener une première campagne d'observation scientifique. Cette orbite est suffisamment haute pour que les instruments de la sonde aient une vue d'ensemble de l'astéroïde. Dawn circule sur une orbite polaire d'une périodicité de 69 heures. Vesta effectue un tour complet sur elle-même en 5 heures et 20 minutes ce qui facilite les prises de vue de la partie éclairée de l'astre, et permet d'en dresser une carte en couleurs en lumière visible, ultraviolet et infrarouge, avec une définition de 250 mètres par pixel. Toutefois l'hémisphère nord de Vesta n'est pas complètement éclairé car c'est la saison hivernale : les latitudes supérieures à 52° sont plongées dans le noir. Dawn boucle six orbites (17 jours) à cette altitude. Durant la moitié de son orbite, la sonde pointe ses instruments vers la protoplanète. Durant le reste de l'orbite, lorsqu'elle fait face à la partie non éclairée de Vesta, elle se réoriente pour pointer son antenne principale vers la Terre, et transfère les données collectées,.
Malgré des incidents qui empêchent toute utilisation de l'instrument VIR durant la première et troisième orbite, les objectifs sont largement remplis : la caméra a pu photographier toute la partie éclairée (il était prévu une couverture de 66 %) et VIR a pu réaliser 13 000 images spectrales (objectif 5 000). Les premières observations rapprochées ont permis d'étudier de plus près le relief particulièrement marqué du pôle Sud, qui est l'une des montagnes les plus élevées du Système solaire. Une des particularités de Vesta est la grande diversité des matériaux présents à la surface, en particulier autour des cratères. Le relief de Vesta est beaucoup plus chaotique que celui de la plupart des astéroïdes. De nombreuses régions de l'hémisphère sud remontent à 1 ou 2 milliards d'années, et sont beaucoup plus jeunes que les terrains de l'hémisphère nord.

#### La première phase d'étude en orbite haute (HAMO1)
Après avoir modifié sa vitesse de 65 m/s en décrivant une lente spirale descendante entre le 31 août et le 18 septembre, la sonde rejoint une orbite polaire dite HAMO (High Altitude Mapping Orbit). Sur cette orbite, située à une altitude de 660 km, la sonde circule à une vitesse de 135 m/s et décrit une orbite en 12,3 heures. Durant cette phase Dawn réalise six cycles de dix orbites, durant lesquelles sont effectuées des prises d'images avec FC et d'autres relevés scientifiques avec VIR. Chaque cycle permet de cartographier entièrement la protoplanète. Les prises d'images sont prises à la verticale ainsi que de biais, pour permettre de reconstituer des vues en relief. Environ 7 000 photos et 15 000 images spectrales ont été prises par les instruments de Dawn durant cette phase, qui s'achève le 2 novembre 2011.

#### La phase d'étude en orbite basse (LAMO)
La sonde descend sur une orbite polaire basse de 180 km, dite LAMO (Low Altitude Mapping Orbit), en décrivant des spirales durant huit semaines. Dawn va passer deux mois sur cette orbite, en effectuant un tour complet de Vesta toutes les quatre heures. Des images détaillées sont prises avec FC et VIR, mais cette phase est surtout dédiée aux relevés du spectromètre gamma et à neutron GRaND. Les mesures effectuées avec GRaND nécessitent de longs temps d'exposition, durant lesquels la sonde doit maintenir l'instrument immobile par rapport à la cible, et neutraliser le défilement généré par le mouvement orbital. Cette phase est également utilisée pour mesurer le champ de gravité depuis la Terre, en évaluant les modifications de l'orbite suivie par la sonde grâce au décalage Doppler des émissions radio émises par celle-ci,.
Mi-décembre 2011, Dawn achève les manœuvres qui la placent sur une orbite basse (210 km). Le séjour en orbite autour de Vesta est prolongé de 40 jours par rapport à ce qui était planifié, permettant de passer plus de temps en observation en orbite basse (jusqu'au 1er mai) et en orbite haute (jusqu'au 26 août).

#### La seconde phase d'étude en orbite haute (HAMO2)
La sonde commence à quitter l'orbite basse le 1er mai 2012, pour rejoindre pour la deuxième fois l'orbite haute à 680 km, et entame une deuxième campagne de cartographie de la surface de la planète. Elle y parvient le 5 juin 2012 et commence à prendre des images à partir du 15 juin, une fois les ajustements d'orbite effectués. Vesta, dont l'axe est incliné, a des saisons et certaines parties des zones polaires de Vesta sont éclairées, alors qu'elles ne l'étaient pas durant la première campagne de cartographie HAMO1. Six cartographies complètes de Vesta sont réalisées avec des angles de vue différents, ce qui doit permettre de reconstituer une carte tridimensionnelle de l'astéroïde.

### Transit vers Cérès (2012-2015)
Le 25 juillet 2012, la phase HAMO2 s'achève et la sonde commence à utiliser ses moteurs de manière continue pour prendre de l'altitude et échapper à l'attraction de Vesta. Il est alors prévu que la sonde arrête à plusieurs reprises sa propulsion durant son ascension, pour pointer ses instruments vers la protoplanète. Mais le 10 août 2012, une des roues de réaction rencontre des problèmes de fonctionnement. La sonde a déjà perdu une de ses roues précédemment, victime également d'un grippage qui s'est avéré définitif. Avec une nouvelle roue de réaction arrêtée, la sonde ne dispose plus que de deux roues pour contrôler son orientation, ce qui n'est pas suffisant même si le logiciel embarqué a été modifié récemment pour utiliser les roues dans cette configuration. L'équipe projet active les moteurs de contrôle d'attitude fonctionnant à l'hydrazine. Ce changement devait se réaliser beaucoup plus tard après la dernière observation de Vesta (chacune de celles-ci nécessitant une réorientation de la sonde, et imposant donc l'intervention du contrôle d'attitude). Pour économiser l'hydrazine, le nombre d'observations est réduit sans que cela affecte les objectifs scientifiques. Les instruments sont tournés une dernière fois vers Vesta les 25 et 26 août 2012, alors que la sonde se trouve à 6 000 km d'altitude ; ils profitent d'un éclairage des zones du pôle nord de meilleure qualité, car l'équinoxe de printemps de l'hémisphère nord a eu lieu le 20 août 2012. Le 4 septembre 2012, avec une dizaine de jours de retard dû au temps pris pour analyser l'incident de la roue de réaction, et alors que la sonde se trouve à 17 200 km, la sonde échappe à l'attraction de Vesta et commence à s'en éloigner à la vitesse très modérée de 120 km/h. Elle entame une nouvelle spirale autour du Soleil, tout en s'en écartant progressivement pour rejoindre son deuxième objectif, Cérès.

### Approche et étude de Cérès

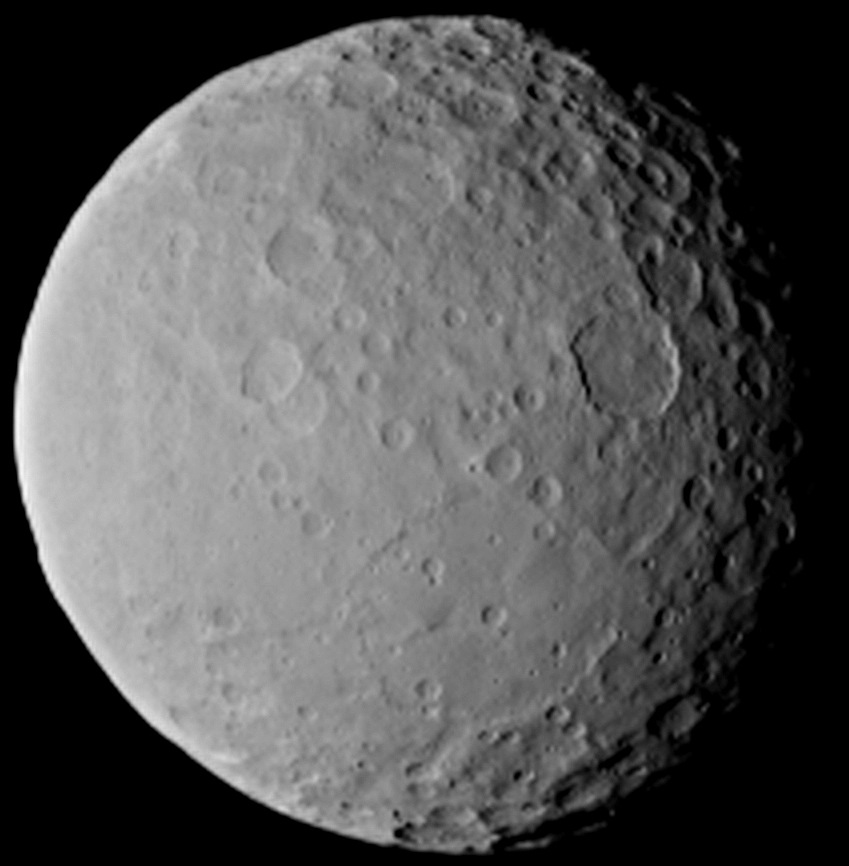
Cérès photographiée de 46000 km (19 février). La structure circulaire à faible relief aux caractéristiques inexpliquées de 300 km de diamètre, est visible au centre dans la moitié inférieure de l'astre.

Le 11 septembre 2014 un rayon cosmique frappe l'électronique particulièrement délicate qui gère les vannes contrôlant l'alimentation des moteurs ioniques en xénon. La mise au point d'une solution ne permet de remettre en marche la propulsion qu'au bout de 5 jours. Cet incident, à une distance relativement faible de Cérès, impose une trajectoire d'approche complètement différente de celle prévue. Dawn doit être capturée par le champ gravitationnel de Cérès le 6 mars 2015 : après s'être approchée à moins de 38 000 km de la planète, Dawn va s'en éloigner jusqu'à 75 000 km le 18 mars, puis s'en rapprocher à nouveau à partir de cette date. Durant toute cette phase la propulsion, constamment en marche, va progressivement réduire l'orbite. Enfin le 23 avril, la sonde spatiale doit se placer sur une orbite polaire circulaire stable (période de 15 jours) baptisée RC3 et située à une altitude de 13 500 km. Sur cette orbite, les instruments de la sonde spatiale réalisent une première étude de Cérès, durant laquelle des photos en lumière visible et en infrarouge doivent être prises de la surface, pour déterminer la composition de la planète naine. L'altitude doit ensuite être abaissée pour des observations plus détaillées. Des orbites situées à des altitudes inférieures ont été retenues pour permettre une optimisation de la collecte des données. Dawn doit achever sa mission en étant placée en orbite basse autour de Cérès,.
Les premières images détaillées de Cérès sont prises par Dawn à compter de décembre 2014. Dès le 13 janvier 2015 les images prises à une distance de 383 000 km, ont une résolution quasi équivalente aux photos prises par le télescope spatial Hubble. Les photos retournées le 19 février (Cérès fait environ 210 pixels de large) permettent de commencer à distinguer les structures géologiques, et en particulier les formes des cratères. Plusieurs points brillants situés au centre de certains de ces cratères pourraient correspondre à de la glace mise à nu (Cérès est très sombre et les photos sont volontairement surexposées, ce qui transforme un blanc cassé en une zone surexposée). Un évènement volcanique pourrait être à l'origine de ce phénomène, mais il est plus raisonnable de supposer que c'est l'impact ayant formé le cratère qui a exposé la glace. La photo prise montre également un très grand cratère au fond particulièrement plat et peu profond, aux bords à peine marqués, sans pic central et ne contenant que des cratères de petites tailles, ce qui normalement traduit un âge récent. Ces caractéristiques sont difficilement explicables, car relativement incompatibles.
| NPhase    | Dates début et fin                  | Altitude            | Période orbitale | Résolution m. ou km/pixel | |
| --------- | ----------------------------------- | ------------------- | ---------------- | ------------------------- | --- |
| RC3       | 23 avril 2015 - 9 mai 2015          | 13 500 km           | 15 jours         | 1,3 km                    | |
| Étude     | 6 - 30 juin 2015                    | 4 400 km            | 3,1 jours        | 0,41 km                   | |
| HAMO      | 17 août - 23 octobre 2015           | 1 450 km            | 19 heures        | 140 m                     | |
| LAMO/XMO1 | 16 décembre 2015 - 2 septembre 2016 | 375 km              | 5,5 heures       | 35 m                      | |
| XMO2      | 5 octobre 2016 - 4 novembre 2016    | 1 480 km            | 19 heures        | 35 m                      | |
| XMO3      | 5 décembre 2016 - 22 février 2017   | 1 670 km-9 350 km   | 8 jours          | 140 m                     | |
| XMO4      | 22 avril - 22 juin 2017             | 13 830 km-52 800 km | 29 jours         | 0,9 km                    | |
| XMO5      | 30 juin 2017 - 16 avril 2018        | 4 400 km-39 100 km  | 30 jours         |                           | |
| XMO6      | 14 mai - 31 mai 2018                | 440 km-4 700 km     | 37 heures        |                           | Animation montrant les orbites de Dawn autour de Cérès entre le 1 février 2015 et le 6 octobre 2018. - Dawn - Cérès |
| XMO7      | 6 juin - 30 octobre 2018            | 35-4 000 km         | 27,2 heures      |                           | Animation montrant les orbites de Dawn autour de Cérès entre le 1 février 2015 et le 6 octobre 2018. - Dawn - Cérès |

#### Seconde extension de mission autour de Cérès (octobre 2017)
Le 19 octobre 2017, la NASA annonce une seconde extension de mission pour la sonde Dawn. Lors de cette phase finale, qui devrait pouvoir durer jusqu'au seconde semestre 2018, la sonde s'approchera de la planète naine comme jamais encore, à peine à 200 kilomètres d'altitude. Une priorité de cette extension sera de collecter des données avec le spectromètre pour rayons gamma et pour neutrons, qui mesure le nombre et l'énergie des rayons gamma et des neutrons. Ces informations serviront à comprendre la composition de la couche supérieure de Cérès, et à déterminer à quel point elle est riche en glace. La sonde prendra aussi des images en lumière visible de la surface de Cérès et fera également des mesures spectroscopiques dans le visible et dans l'infrarouge. Dawn étudiera notamment Cérès lors de son passage au perihélie, c'est-à-dire le point de son orbite le plus proche du Soleil, en avril 2018. Les observations de Dawn, complétées d'observations depuis la Terre, chercheront notamment à évaluer si la fine atmosphère de vapeur d'eau de Cérès augmente à ce moment-là.

### Quel objectif pour la fin de mission? (juillet 2018)
Il était prévu initialement que Dawn demeure perpétuellement un satellite de Cérès une fois la mission achevée, étant donné la grande stabilité de son orbite. Un survol de l'astéroïde (2) Pallas après la fin de l'étude de Cérès avait été envisagé, mais jamais pris sérieusement en considération : Dawn n'aurait pas pu se mettre en orbite autour de Pallas, à cause de la grande inclinaison de l'orbite de Pallas par rapport à celle de Cérès. Une autre option consistant à faire atterrir la sonde spatiale à la surface de Cérès a été écartée, car la stérilisation de la sonde spatiale n'est pas assez poussée (risque de contamination biologique). L'équipe scientifique de Dawn propose début 2016 que, à l'issue de la mission qui s'achève au cours de l'été 2016, la sonde spatiale soit envoyée vers un autre astéroïde. Toutefois compte tenu de la faible quantité de xénon restant, la liste des cibles potentielles était restreinte,. Dans cette optique le survol de Adeona est envisagé. Finalement, début juillet 2016, le conseil scientifique de la NASA ayant évalué l'apport de cette option par rapport à la poursuite des observations actuelles, l'agence spatiale décide que la sonde spatiale poursuivra ses observations sur son orbite autour de Cérès.
L'équipe projet opte pour une orbite finale fortement elliptique avec un passage à très faible altitude au-dessus de la surface (35 kilomètres soit 10 fois plus près que toutes les orbites antérieures) et avec un apogée à 4000 kilomètres. Le premier passage à cette altitude a lieu le 9 juin. La sonde spatiale boucle cette orbite environ 1 fois par jour. Cette orbite nécessite beaucoup plus de manœuvres que précédemment et donc d'ergols.

### Fin de la mission
La mission s'achève le 31 octobre 2018 à la suite de l'épuisement de l'hydrazine qui permet aux moteurs de la sonde spatiale de pointer les panneaux solaires, les instruments et les antennes de communication vers la Terre. Le choix a été fait de ne pas faire s'écraser la sonde spatiale à l'issue de la mission pour ne pas contaminer l'astéroïde avec des micro-organismes venus de la Terre. En effet, les scientifiques veulent être certains de ne pas perturber la chimie, potentiellement complexe, de Cérès, et la planète naine a été rangée dans la catégorie III de la protection planétaire qui impose certaines dispositions. La sonde spatiale devrait donc rester en orbite au moins 20 ans et les ingénieurs sont presque certains (à 99%) que la sonde spatiale ne s'écrasera pas sur le sol de Cérès avant 50 ans. Le délai de 20 ans n'est pas suffisant pour supprimer tous les micro-organismes terrestres mais permet d'envisager avant ce délai l'envoi d'une nouvelle mission chargée d'étudier les processus chimiques à l’œuvre à la surface de Cérès,.

Vidéo réalisée à partir de plusieurs photos de Cérès prises le 4 février 2015.
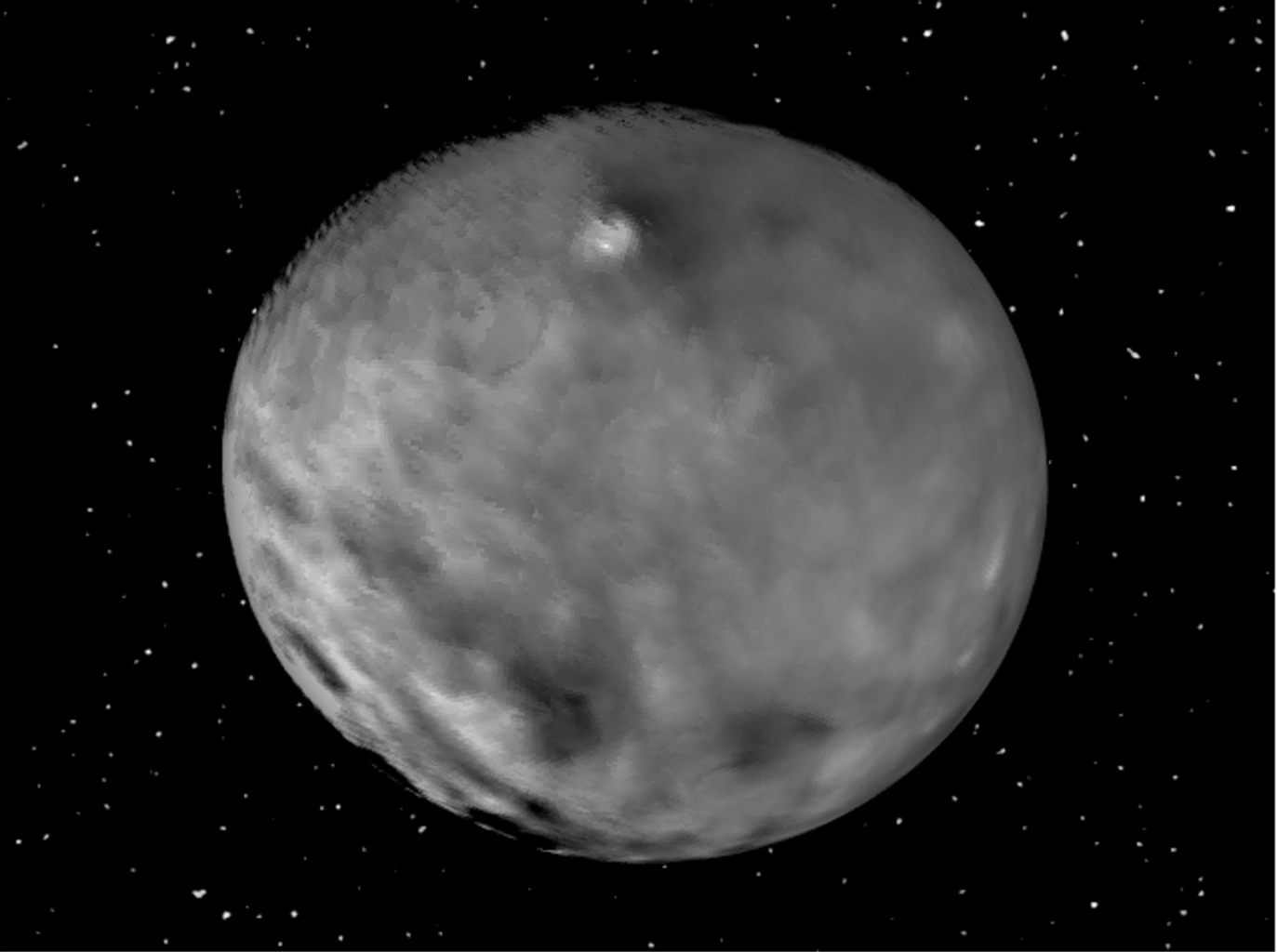
Cérès (4 février 2015).
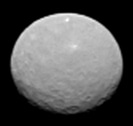
Cérès (4 février 2015).
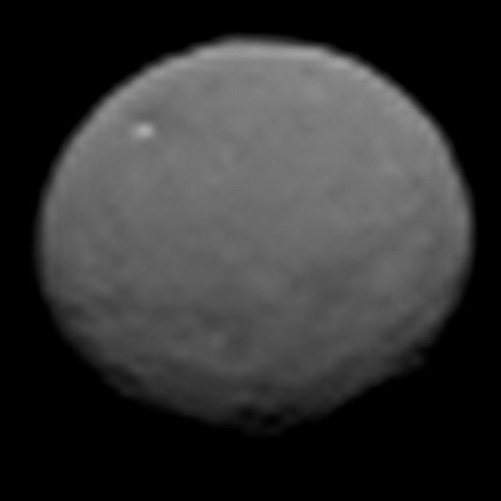
Cérès (4 février 2015).

## Résultats scientifiques: Cérès

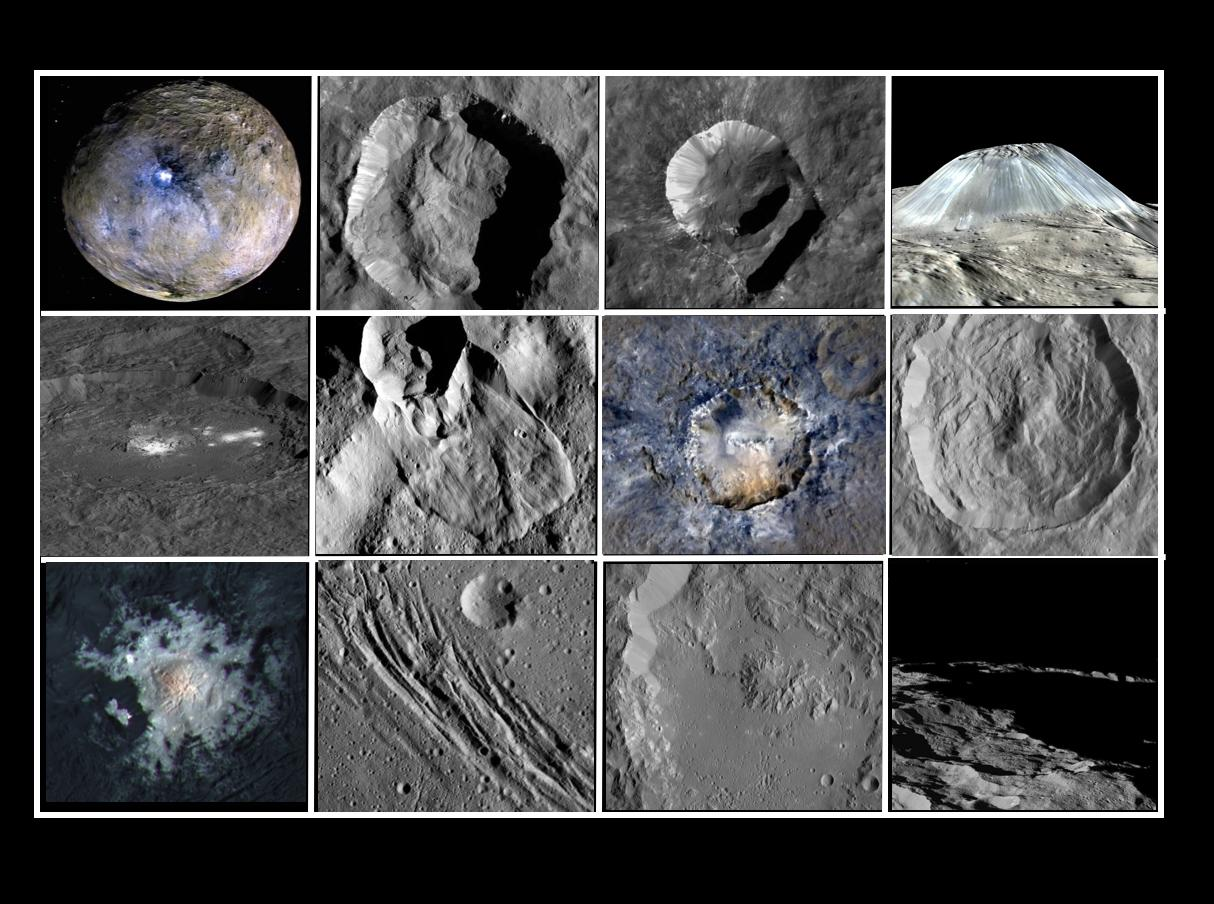
Photomontage des formations les plus spectaculaires de Cérès.

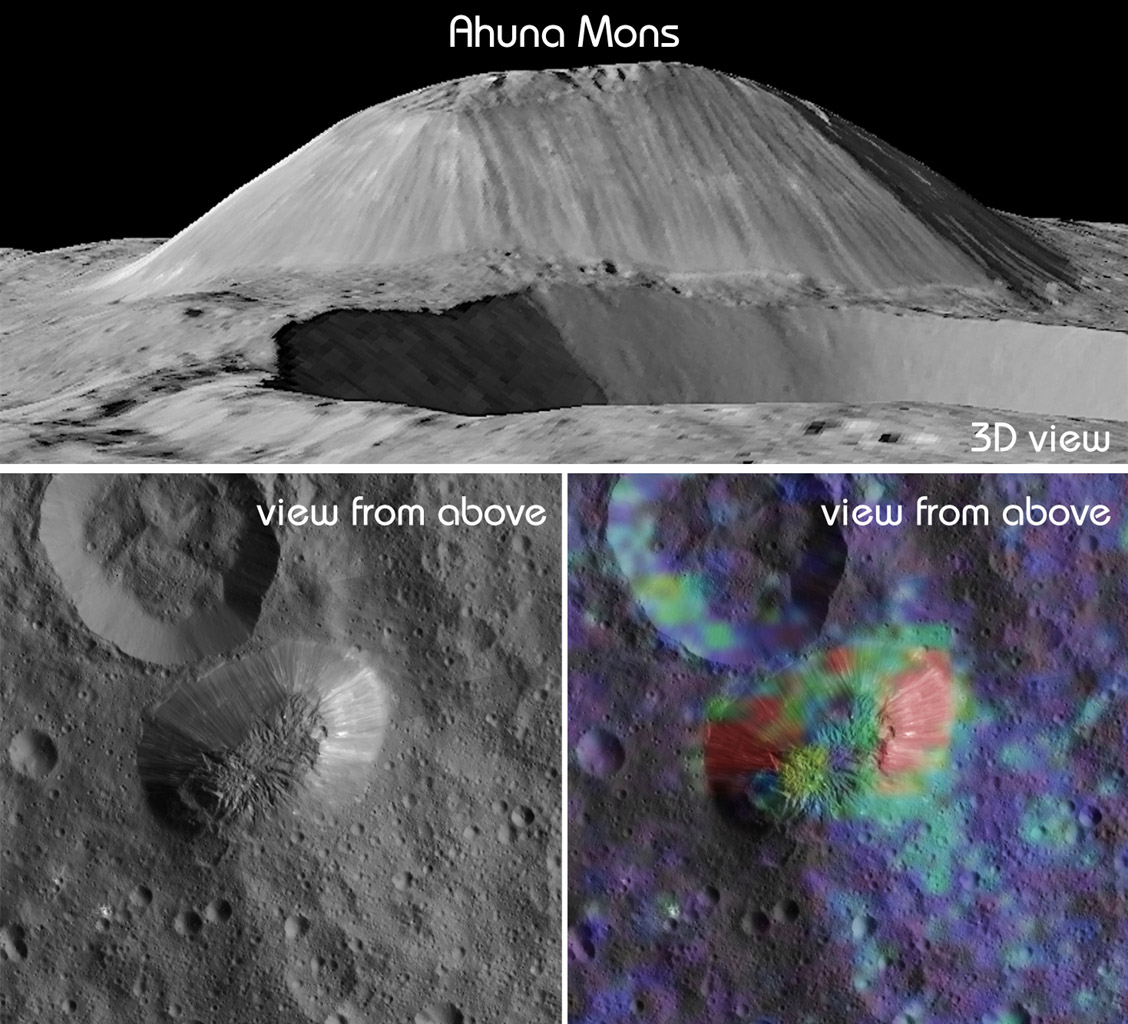
Trois vues de Ahuna Mons, qui s'élève à 4 kilomètres au-dessus du niveau moyen et pourrait être un cryovolcan encore en activité il y a quelques centaines de millions d'années.

Dès 2016 Dawn a collecté toutes les données nécessaires pour remplir les objectifs de la mission relatifs à Dawn. Ses instruments ont permis de déterminer sa forme, sa densité moyenne, la morphologie de sa surface, la composition minéralogique de celle-ci, les éléments chimiques avec une résolution spatiale dépassant les valeurs fixées.

### Surface
Les images fournies par la caméra de Dawn montrent de nombreux cratères éparpillés sur une surface globalement homogène avec des "taches lumineuses". Celles-ci sont des dépôts de carbonates et autres sels. La surface s'est révélée relativement complexe, avec une superposition de terrains jeunes et anciens. De nombreux indices, tels que la quantité d'hydrogène mesurée, l'identification directe et la trace d'écoulements, démontrent que les glaces sont abondantes aux latitudes élevées. Mais la présence de cratères de grande taille (jusqu'à 300 kilomètres de diamètre) plaide pour une croute plus solide que de la glace, dominée par les sels hydratés, les roches et les clarathes (molécules de gaz piégées dans des molécules plus solides que de la glace).

### Structure interne
Les mesures du champ gravitationnel et l'étude des formations en surface indiquent que la densité interne de Cérès augmente lorsqu'on se rapproche du centre de la planète naine. Ceci indique que Cérès est une planète différentiée avec un cœur dense composé essentiellement de roches, un manteau riche en eau. Cette caractéristique distingue Cérès des autres astéroïdes.

### Formation
De l'ammoniac a été détecté à la surface de Cérès. Cette découverte suggère que les matériaux composant Cérès, ou Cérès elle-même, se sont formés dans la partie externe du Système solaire et confirme l'hypothèse que celui-ci a subi un ou plusieurs changements importants avant d'adopter sa configuration actuelle.

### De l'eau liquide sous la surface à une période récente
Le spectromètre infrarouge de Dawn a permis d'identifier l'origine des taches claires visibles dans la région du cratère Occator. Elles sont constituées par une accumulation de carbonate. La quantité de ce minéral présent sur le site dépasse tout ce qui peut être trouvé dans des formations similaires sur Terre. Occator est un cratère récent à l'échelle géologique, avec un âge estimé à 80 millions d'années. La présence de carbonates sur Terre signale l'existence de phénomènes hydrothermaux, ce qui implique la présence d'eaux chaudes. Le carbonate de Cérès suggère que l'intérieur de l'astéroïde est beaucoup plus chaud que ce qui était estimé par les scientifiques. Ceux-ci sont désormais certains que de l'eau à l'état liquide était présente sous la surface dans un passé récent à l'échelle géologique. Les sels visibles constituent des reliquats d'un océan ou de poches d'eau ayant atteint la surface.

### Composition de la surface de Cérès et origine de l'astéroïde
Le spectromètre infrarouge de Dawn indique également la présence de sels contenant de l'ammoniac dans le cratère d'Occator. Des argiles contenant de l'ammoniac ont déjà été détectées à d'autres endroits de la surface de Cérès. Cette découverte, avec celle des carbonates, conforte la thèse selon laquelle Cérès se serait formée dans la partie externe du système solaire, vers l'orbite de Neptune, et que son orbite s'est ensuite déplacée vers la partie interne du système solaire. Toutefois, l'étude de la surface de Cérès semble contredire cette hypothèse. En effet, les cratères ayant plus de 2 km de profondeur, et qui ont été formés par un impact ayant eu lieu il y a plusieurs milliards d'années, ne présentent pas de signe de déformation. Si la surface était composée uniquement de glace, ce genre de relief aurait dû s'estomper au fil des périodes de réchauffement et de refroidissement. D'après l'étude réalisée, la couche externe de la surface ne contiendrait pas plus de 30 à 40 % de glace, le reste étant constitué de roches et de minéraux. Cette constitution rocheuse de la surface est commune parmi les corps s'étant formés près du Soleil, et vient donc contredire les conclusions tirées à partir de la présence des minéraux.

### Galerie de photos
|                                                                                   |
| Carte en couleur de Cérès (juillet 2015).                                         |
| Carte topographique de Cérès - hémisphères occidental et oriental (juillet 2015). |

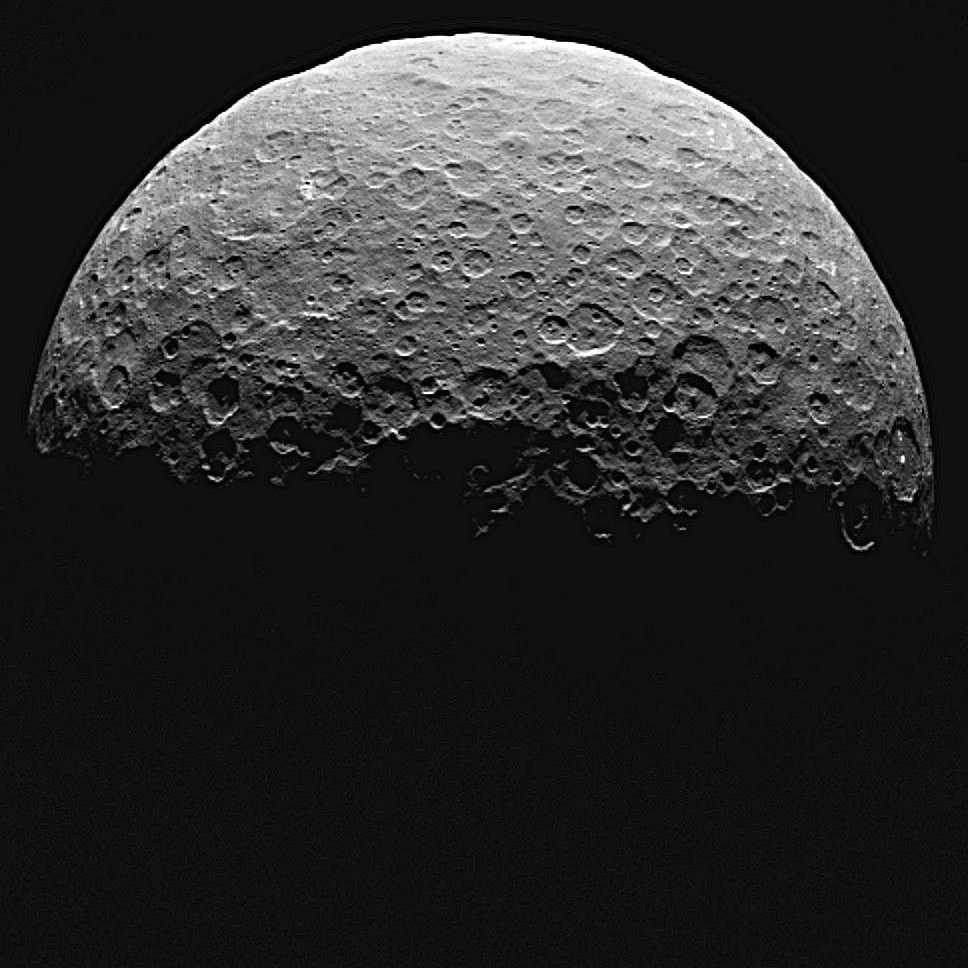
Vue prise le 14 avril à une distance de 22 000 km.
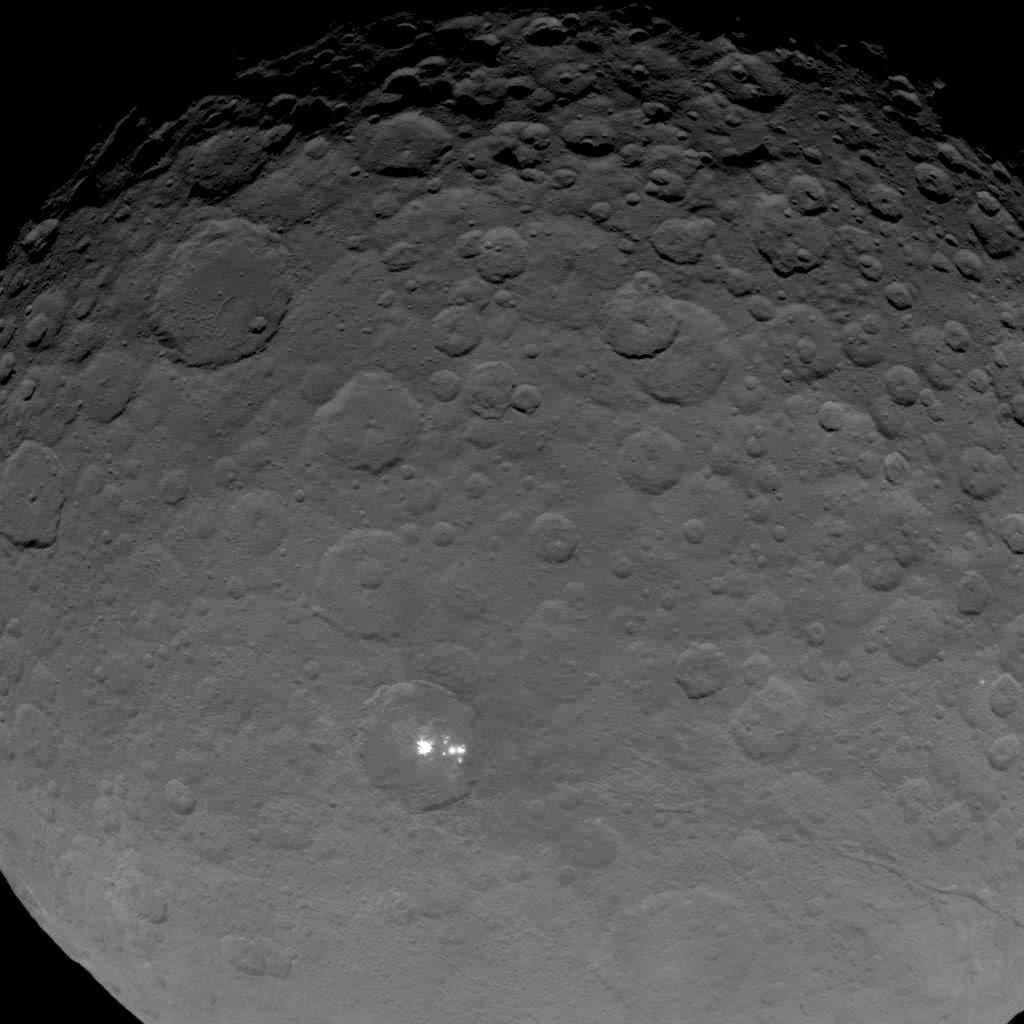
Vue prise le 16 mai à une distance de 7 200 km.
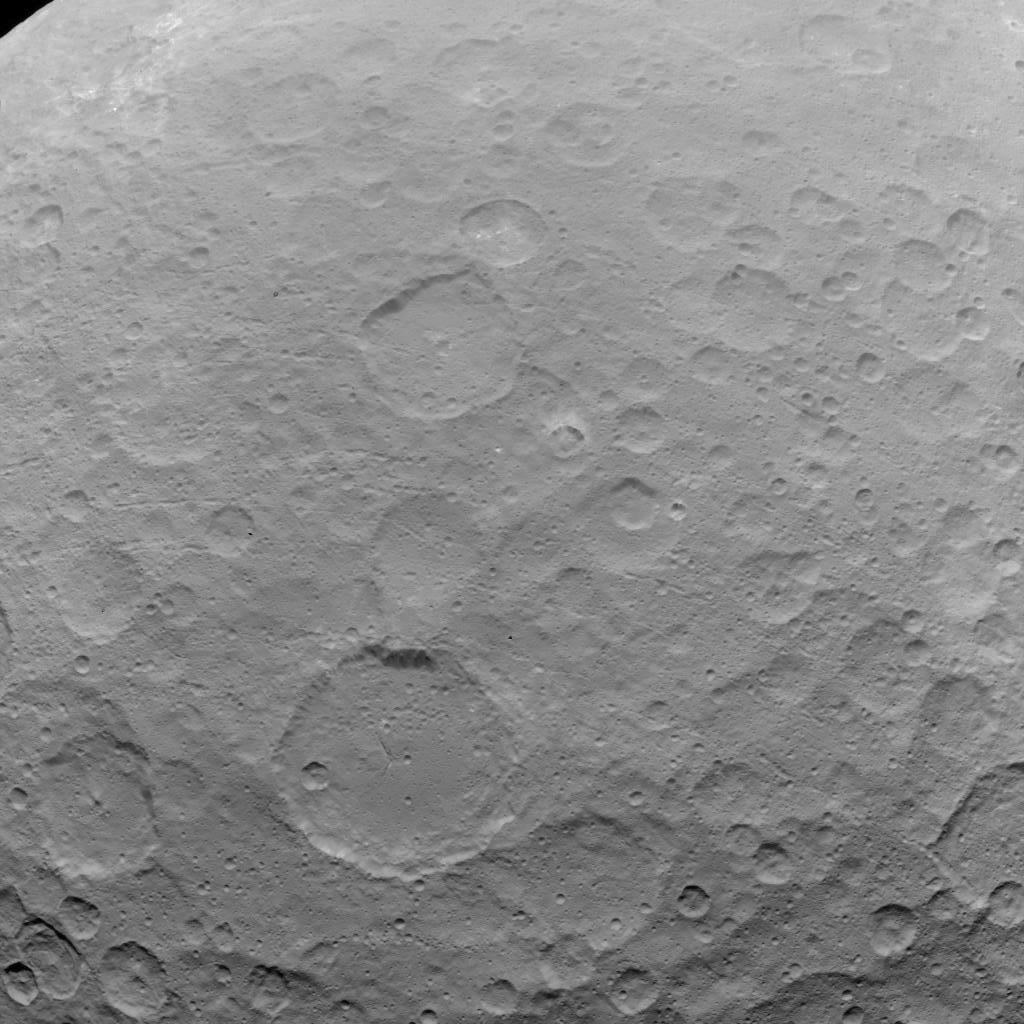
Vue prise le 22 mai à une distance de 5 100 km.
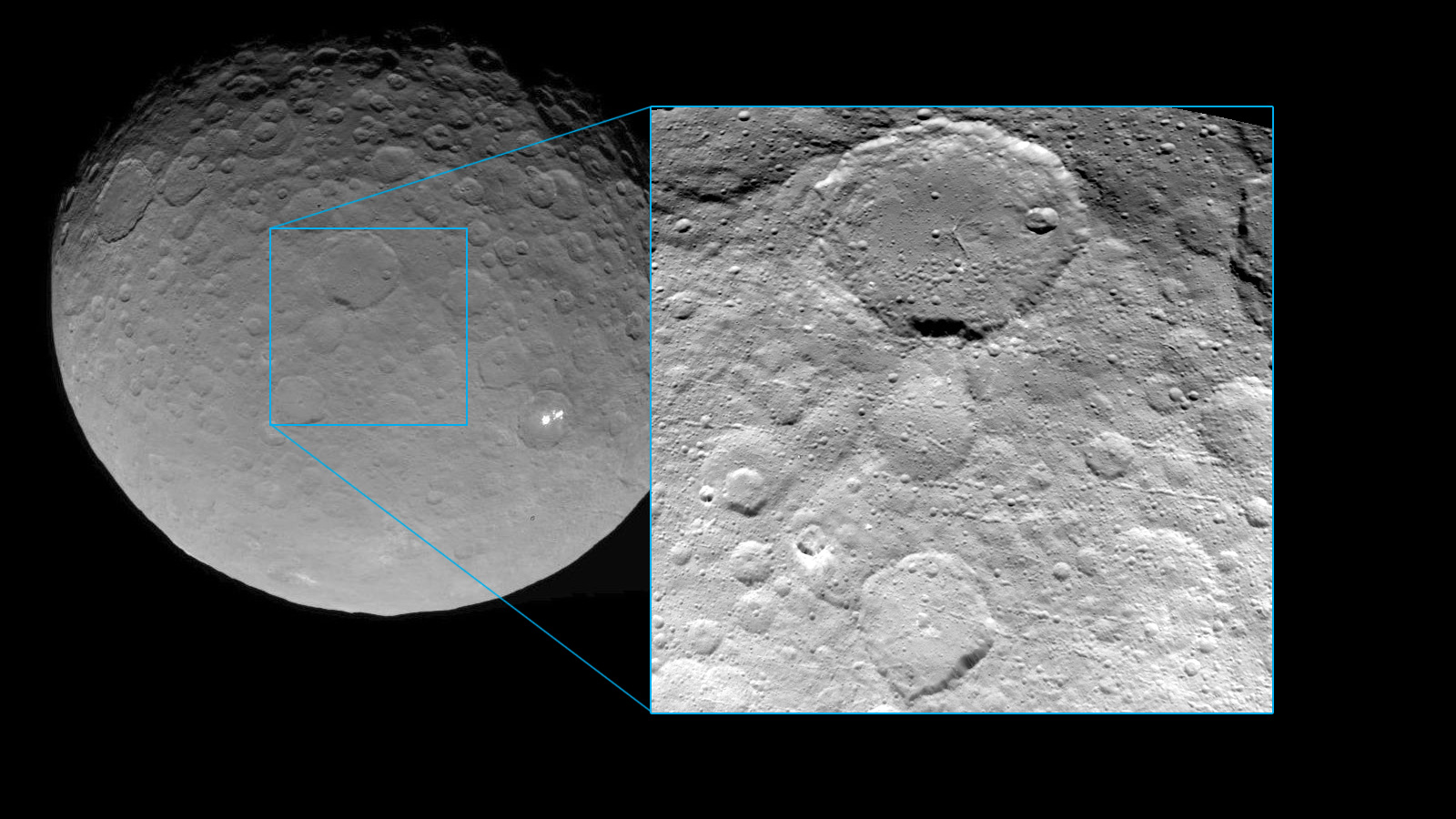
Gros plan avec contexte pris le 23 mai 2015 à 5 100 km.
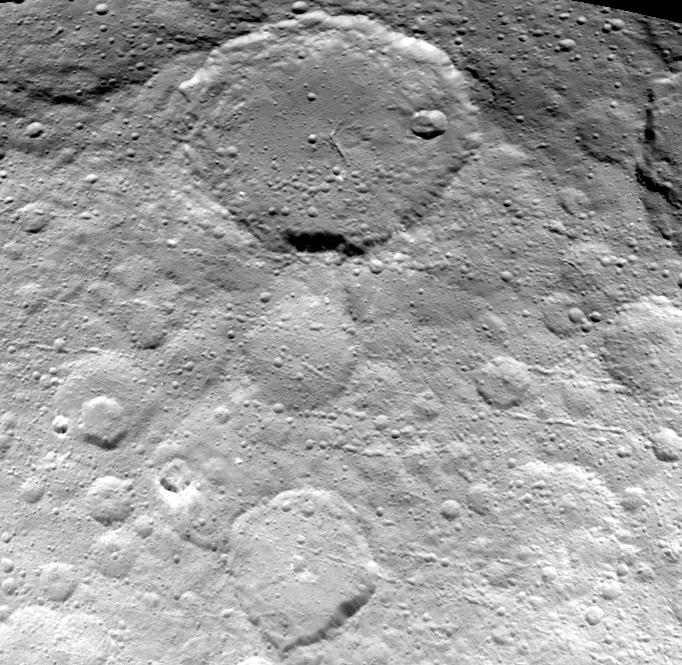
Gros plan pris le 23 mai 2015 à 5 100 km.

### Vidéos
- Survol de la surface de Cérès. Les reliefs sont amplifiés.
- Survol de Cérès. Images en fausse couleur le bleu est associé à des sels tels que des sulfates. Zoom sur le cratère Occator site de la plus forte concentration de ces sels.
- Montage montrant les principaux cratères et reliefs de Cérès.
- Vidéo détaillant les caractéristiques du cratère Occator.

## Résultats scientifiques: Vesta

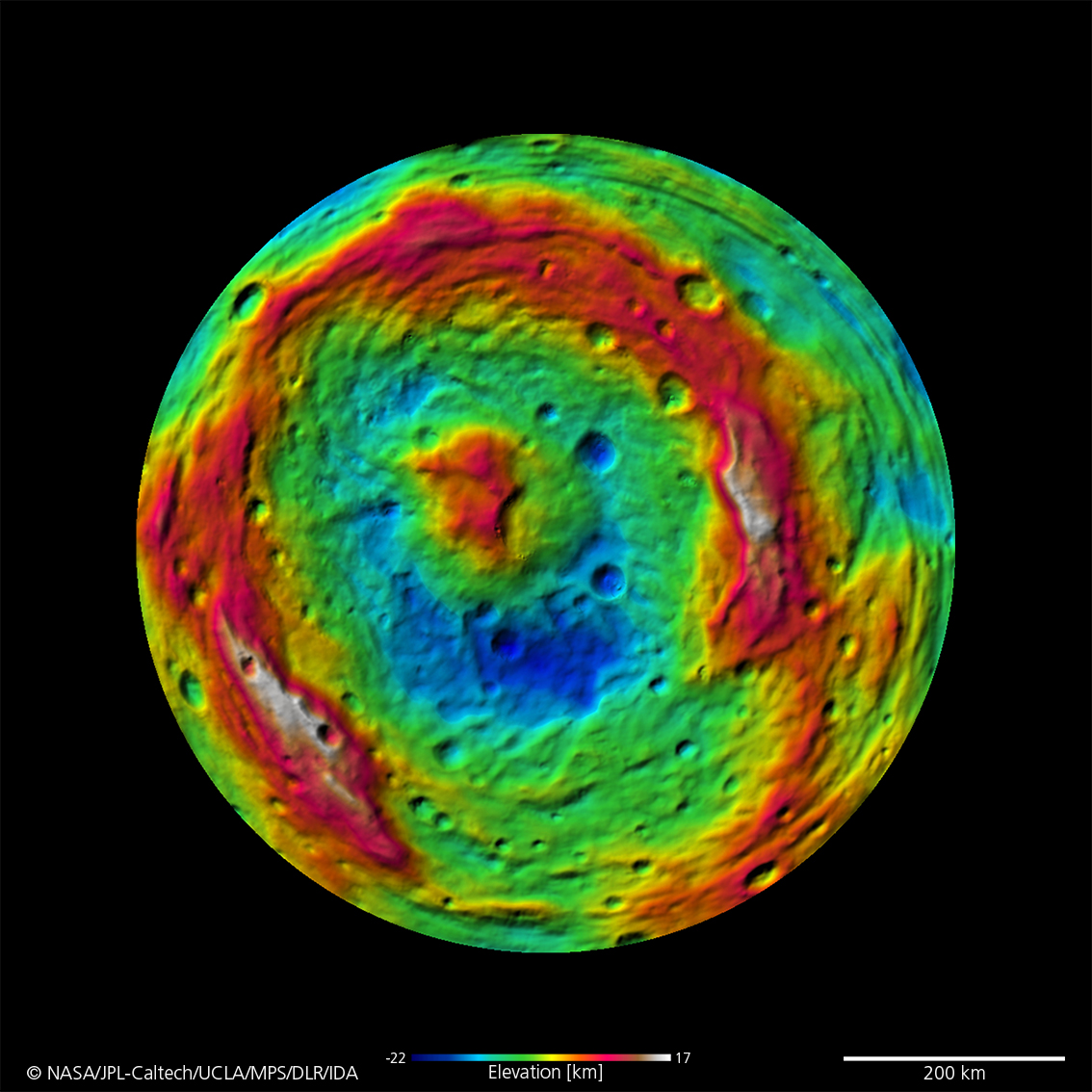
Carte topographique en couleurs du pole sud de Vesta, montrant l'énorme cratère d'impact de 500 km de diamètre dont les flancs s'élèvent à 15 km au-dessus du plancher.

Les instruments de Dawn ont réalisé, au cours du séjour d'un an en orbite autour de Vesta, environ 31 000 photos de sa surface, 20 millions de spectres en lumière visible et infrarouge et ont consacré des milliers d'heures à la réalisation de spectres de neutrons et du rayonnement gamma, ainsi qu'à des mesures de la gravité de ce corps céleste. Ces données ont permis de déterminer que Vesta était très différente des autres astéroïdes. Sa géologie est complexe : il s'agit d'un corps différencié qui possède un noyau dense de nickel et de fer dont le diamètre serait compris entre 214  et   226 km (le diamètre de Vesta est de 530 km), un manteau et une croûte. Pour le responsable scientifique de la mission, Vesta présente des caractéristiques très proche de celles d'une planète. Cette affiliation est confortée par la découverte de météorites terrestres en provenance de Vesta, présentant des indices prouvant qu'un champ magnétique important présent a existé il y a 3,6 milliards d'années : il y a donc eu à cette époque un noyau métallique liquide capable de le générer. Il pourrait subsister des traces de ce champ magnétique aujourd'hui.
Les deux hémisphères présentent un aspect très différent. L'hémisphère nord de Vesta est criblé de cratères d'impact, qui permettent de retracer un séjour agité de 4,5 milliards d'années dans la ceinture d'astéroïdes. L'hémisphère sud a été complètement refaçonné par un énorme impact, qui s'est produit il y a au moins deux milliards d'années, et par une seconde collision encore plus importante qui s'est produite il y a environ un milliard d'années. Ces deux événements ont creusé les bassins de Veneneia (400 km de diamètre) et Rheasilvia (500 km). Au centre du plus grand de ces bassins se dresse un pic deux fois plus haut que l'Everest. L'impact a été si important qu'il a failli faire éclater Vesta, et qu'il a laissé un réseau étendu d'énormes dépressions près de l'équateur, longues de plusieurs centaines de kilomètres et larges de 15 km. Ces impacts ont entraîné l'expulsion d'une grande quantité de roches dans l'espace, dont certaines sont depuis retombées sur Terre. De manière étonnante, alors qu'on n'a trouvé sur Terre que quelques météorites en provenance de la Lune et de Mars, le nombre de météorites originaires de Vesta est bien plus élevé représentant 6 % du total des roches collectées.
Vesta présente la particularité d'être un objet particulièrement brillant, le seul astéroïde de la ceinture des astéroïdes visible à l'œil nu par un observateur situé sur Terre. Cela est dû, selon les observations effectuées par Dawn, à la présence de zones de taille variable (d'une centaine de mètres à 16 km de diamètre) qui sont deux fois plus brillantes que le reste de la surface de Vesta, et qui se trouvent essentiellement dans ou à proximité des cratères d'impact. Ces terrains sont constitués du matériau originel de l'astéroïde, remontant à quatre milliards d'années, mis à nu par le choc de l'impact des astéroïdes qui se sont écrasés sur le sol de Vesta. À côté de ces surfaces claires, on trouve des zones sombres qui pourraient correspondre à des restes d'astéroïdes qui se seraient écrasés à basse vitesse sur la surface, ou à des portions de la croûte basaltique qui auraient fondu à la suite d'impacts plus violents.

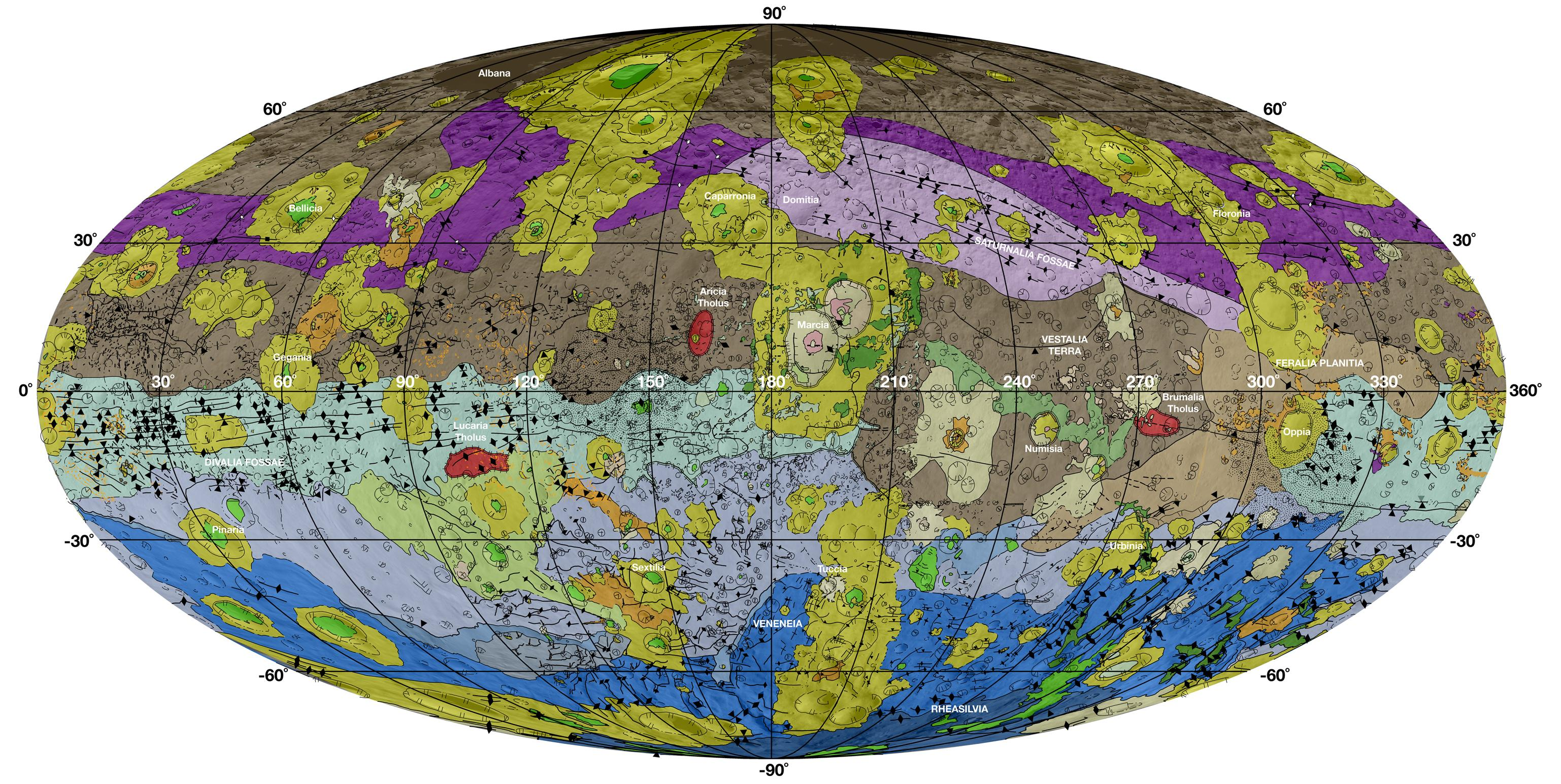
Carte géologique de Vesta réalisée à partir des données recueillies par les instruments de Dawn. Les régions en marron sont constituées des terrains les plus anciens caractérisés par une forte densité de cratères. Les régions colorées en violet pâle (au nord de l'équateur) et bleu foncé au sud représentent respectivement l'intérieur des bassins de Rheasilvia et Veneneia. Les zones vertes correspondent à des glissements de terrain relativement récents et ceux colorés en jaune à des cratères d'impact peu anciens.

Les instruments de la sonde spatiale ont permis de déterminer la composition des roches en surface, constituées essentiellement de minéraux riches en fer et en magnésium. Les glissements de terrain, les cratères d'impact ainsi que des mesures très fines des variations de gravité ont permis d'identifier la composition des strates superficielles. Une carte des températures de surface a pu être établie : elle montre que celle-ci peut varier de −23 °C dans les endroits bénéficiant de la meilleure exposition au Soleil à −100 °C dans les zones situées à l'ombre. Bien que l'astéroïde soit composé pour moitié de glace, celle-ci n'est pas visible à la surface d'après les observations effectuées. En effet, l'axe de l'astéroïde est fortement incliné (27° soit un angle supérieur à celui de la Terre 24°), qui a pour conséquence que tous les points de la surface, y compris les flancs des cratères, sont exposés au Soleil à un moment ou un autre de l'année,.

### Galerie de photos

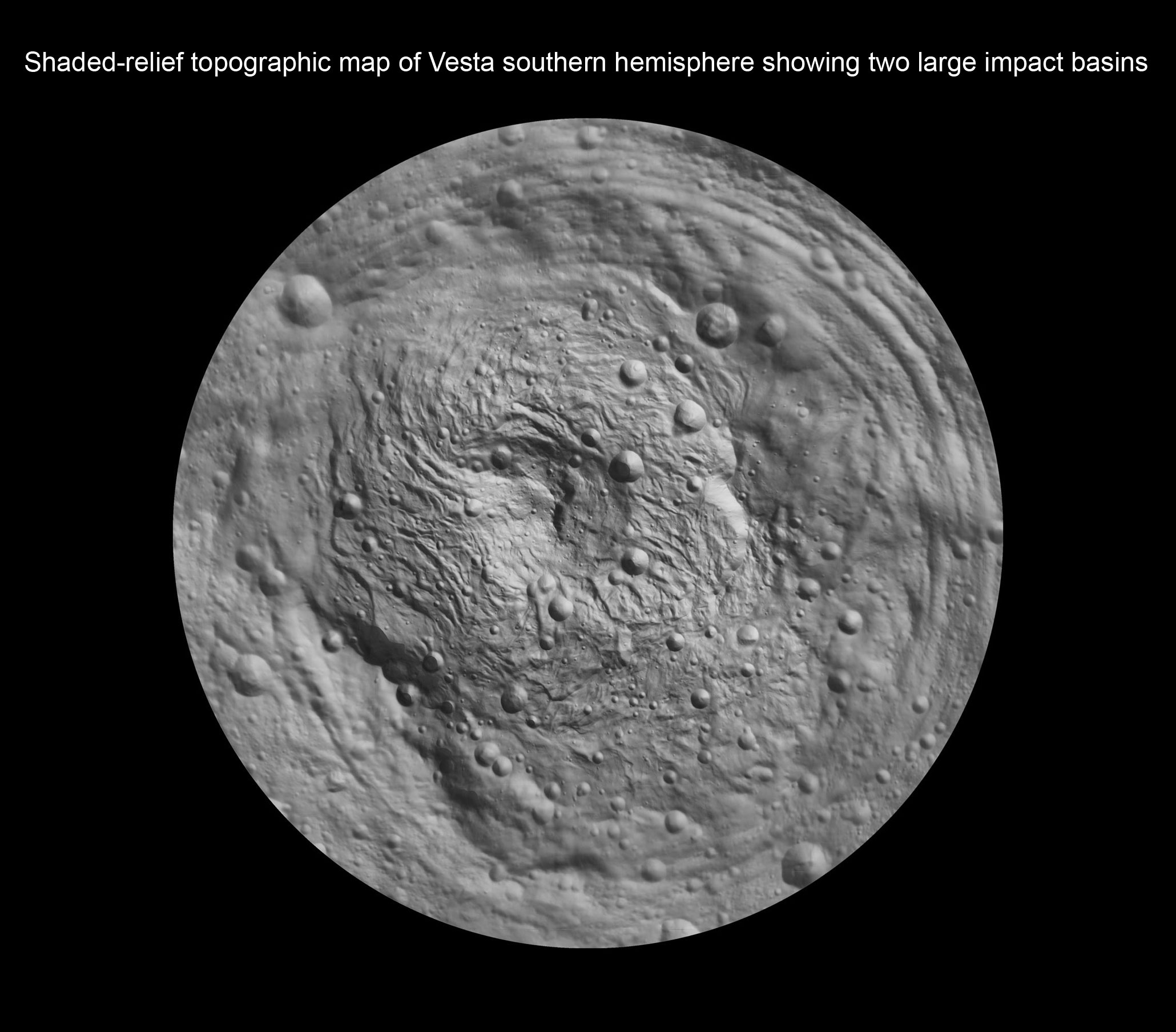
L'hémisphère sud présente des reliefs particulièrement marqués.
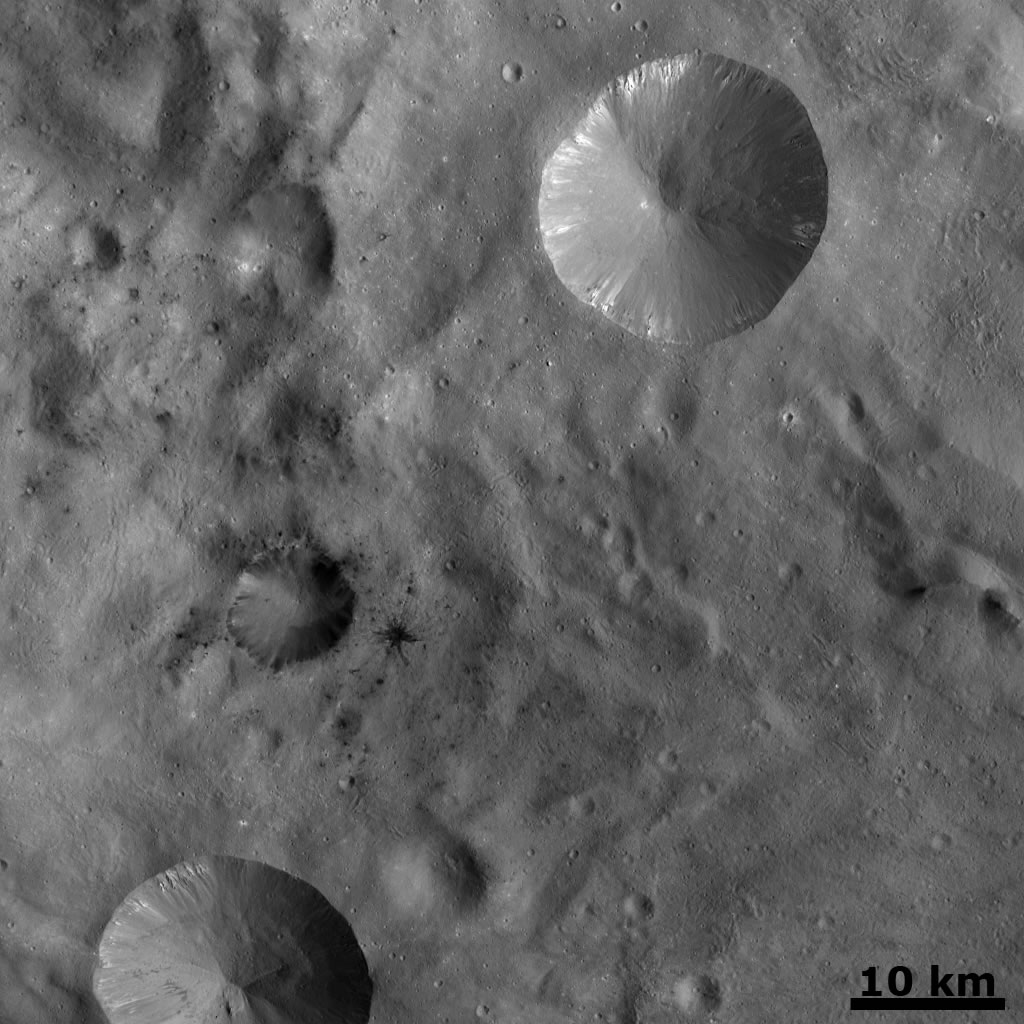
Zones sombres sur le terrain cratérisé de Vesta.
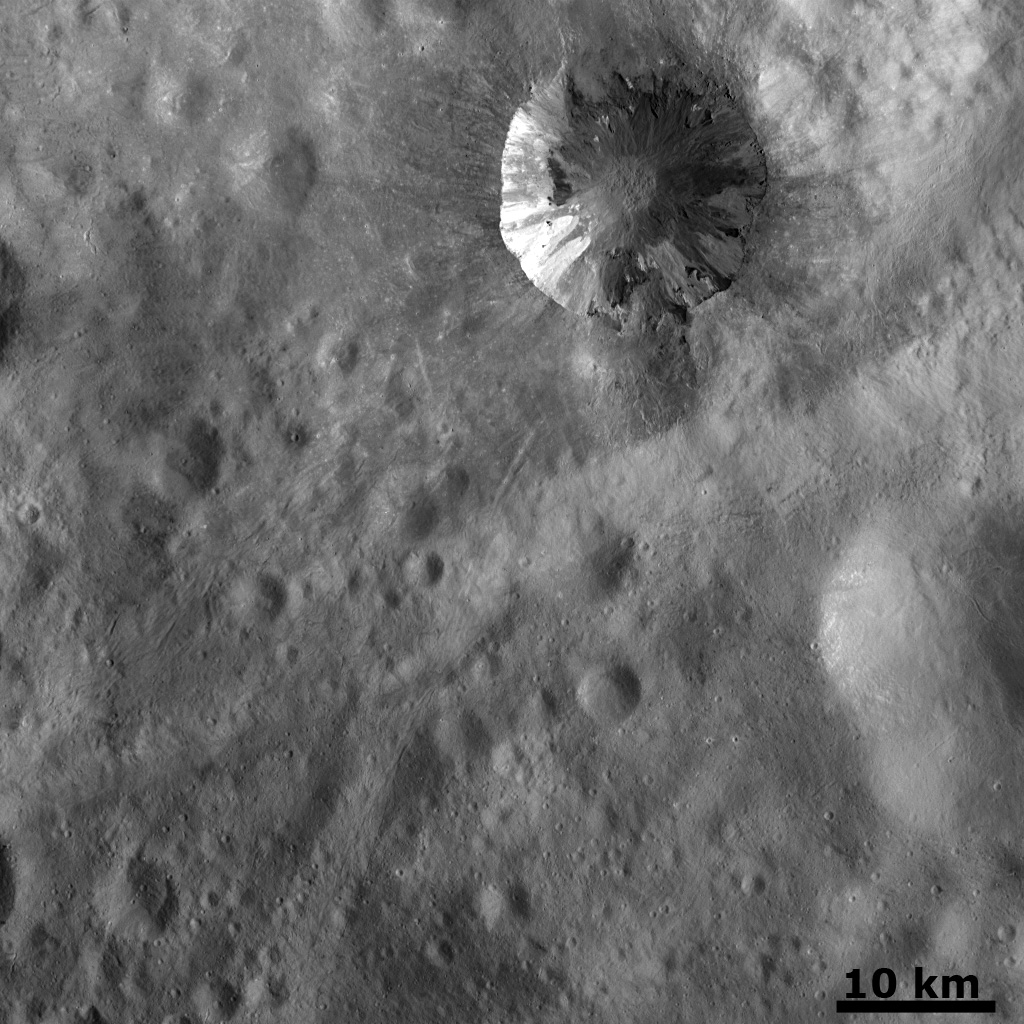
De jeunes cratères.
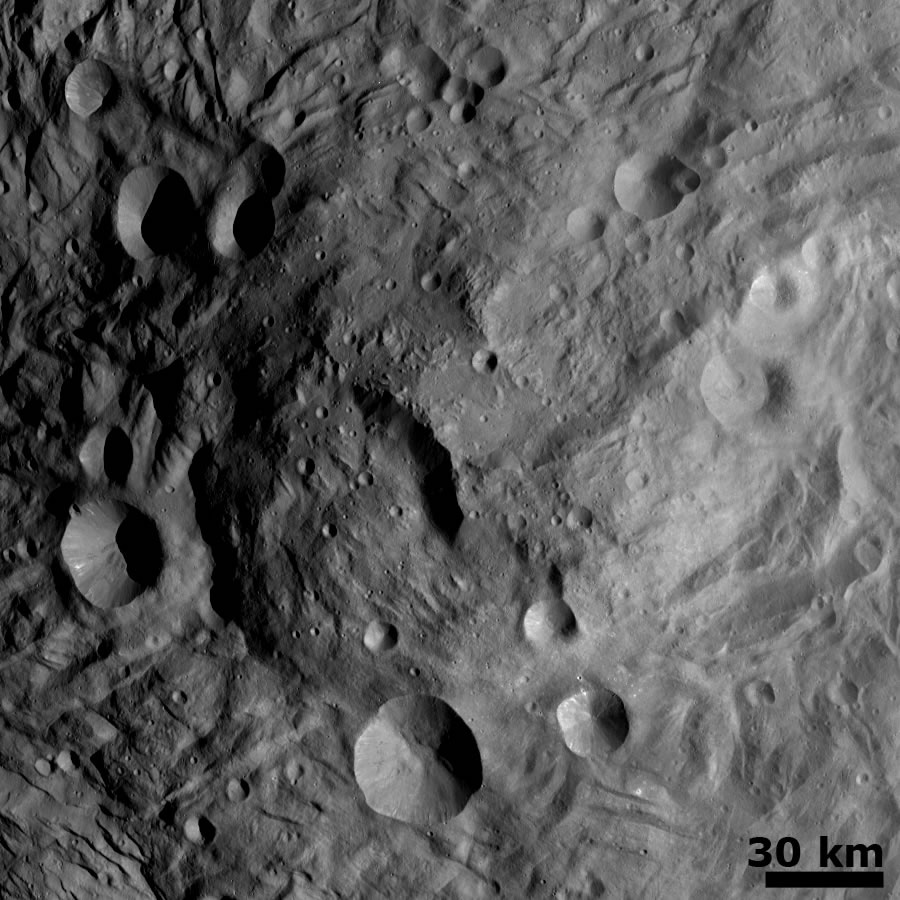
Mont central du pôle Sud.
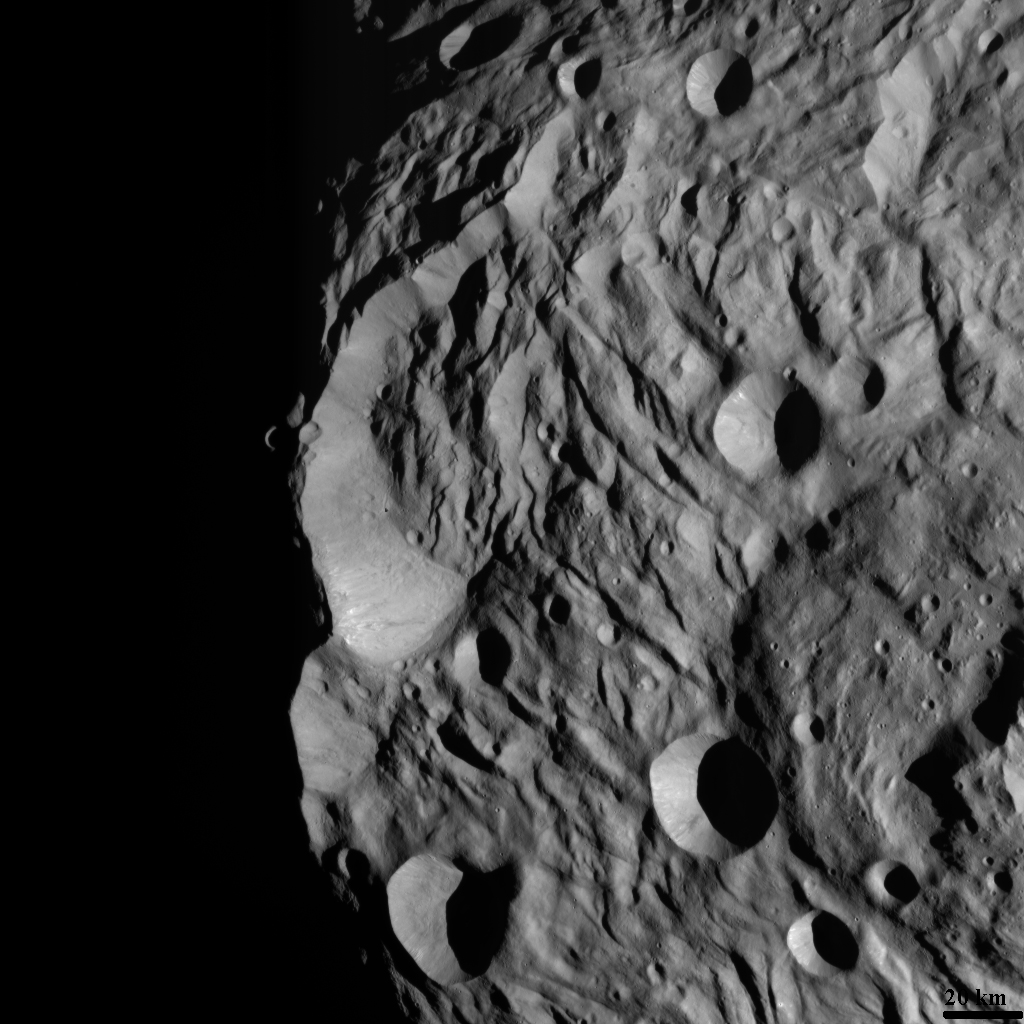
Falaise du pôle Sud.